# Groupe Carrefour
Pour les articles homonymes, voir Carrefour (homonymie).
Le groupe Carrefour est un groupe français du secteur de la grande distribution, pionnier du concept d'hypermarché en 1963.
Devenu en 1999 le numéro un européen de la grande distribution en fusionnant avec Promodès, il se hisse en 2013 au 3e rang mondial de ce secteur par son chiffre d'affaires, derrière le groupe américain Walmart.
Créé en 1959 à Annecy, il est présent en Europe, en Amérique du Sud, en Afrique et en Asie, ainsi que dans d'autres zones du monde sous forme de partenariat local. Il est également présent dans d'autres formats de la grande distribution : les supermarchés, les magasins de proximité et le libre-service de gros.
Hormis l'enseigne Carrefour, le groupe Carrefour exploite les enseignes Atacadão, Carrefour Bio, Carrefour City, Carrefour Contact, Carrefour Express, Carrefour Maxi, Carrefour Market, Carrefour Montagne, Globi, Gross Iper, Promocash, Proxi, Supeco, So.bio, Carrefour Outlet, Carrefour banque et assurance et plus récemment Bio c'bon, Bio Azur, Cora et Match.
En 2024, le groupe compte 14 000 magasins dans 40 pays.

## Historique

### Années 1960: les premiers pas
Carrefour est né d'une rencontre au sein du « Gagmi » (Groupement d'achats des grands magasins indépendants), entre Marcel Fournier, dont la famille est propriétaire d'un grand magasin de nouveautés à Annecy, et les frères Jacques et Denis Defforey, dont les familles Badin-Defforey possèdent une maison de gros près de Lagnieu dans l'Ain. Marcel Fournier veut créer un supermarché, mais est piqué au vif par les intentions de l'épicier de Landerneau, Édouard Leclerc, venu à Annecy à la bourse du travail en novembre 1959 pour faire part de son expérience, et qui a déclaré vouloir s'implanter dans la ville. Les centrales d'achat refusant de l'approvisionner, il prend rapidement contact avec la maison Badin-Defforey pour son approvisionnement en produits alimentaires et ouvre, dès janvier 1960 une épicerie de 160 m2 dans le petit sous-sol de son magasin de mercerie situé entre les rues Sommeiller, Vaugelas et de la Poste. Son succès provoque le besoin de grandir, concrétisé par l'ouverture d'un supermarché, en juin 1960, à l'intersection de l'avenue du Parmelan et de la rue André Theuriet, et par une association avec les familles Badin-Defforey pour leurs participations tant en savoir-faire qu'en capitaux. Ce deuxième magasin prend comme enseigne « Carrefour », nom issu de la contraction des noms de deux des financeurs du projet initial : M. Carret et Fournier. Au vu de son succès, un autre supermarché de 1 000 m2 est ouvert à proximité d'Annecy à Cran-Gevrier en janvier 1963.
Lors d'un séminaire de Bernardo Trujillo, le « pape de la distribution moderne », aux États-Unis, Marcel Fournier et Denis Defforey puisent leur inspiration. Le 15 juin 1963, Carrefour met en œuvre pour la première fois le concept d'hypermarché (bien que le terme ne soit créé qu'en 1966 par le fondateur de la revue Libre Service Actualités) en ouvrant le premier dans la région parisienne à Sainte-Geneviève-des-Bois (Essonne). Celui-ci regroupe les préceptes du théoricien américain : vaste choix, large place à la voiture, dramatisation du lieu de vente, bas prix, etc. Ainsi, la superficie est de 2 500 m2 et le parking compte 400 places. Ce concept novateur, jugé avec suspicion, se révèle vite un succès, parce que répondant à la consommation de masse qui se développe en France. Un autre magasin (un supermarché) est ouvert en mars 1964 à Villeurbanne en plein centre-ville, agrandi plus tard en hypermarché. Le magasin suivant sera un hypermarché de 10 000 m2, aux dimensions démesurées pour 1966, ouvert à Vénissieux, dans la banlieue lyonnaise.

### 1963-1985: croissance et débuts au niveau international
Pendant cette période de forte croissance de la grande distribution, les dirigeants-actionnaires, les frères Deforrey et Fournier, vont faire croître leur entreprise en s'impliquant directement dans la gestion de l'entreprise.
En 1967, la centrale de référencement du groupe Carrefour, la Samod (Société d'achats modernes) est créée afin d'approvisionner les magasins. De nouveaux hypermarchés sont ouverts à Chartres et Anglet en 1967, à Annecy-Brogny, Dijon-Quétigny et Créteil en 1968, et à Bourges, Chambéry, Grenoble, Nevers et Mérignac en 1969 et ouvre, la même année, en Belgique son premier hypermarché situé hors de France.
Profitant de l'engouement des consommateurs pour cette nouvelle forme de commerce, l'entreprise se développe rapidement, en se finançant notamment grâce à la trésorerie engrangée entre le passage à la caisse — assez rapide — et le paiement à plusieurs semaines des fournisseurs. De PME, elle devient vite un petit groupe, et le 16 juin 1970, Carrefour fait son entrée à la bourse de Paris et créé une filiale de distribution de carburants et de combustibles,.
À l'image de la grande distribution en France, Carrefour croît donc vite. Et bientôt, des voix s'élèvent contre le développement des grandes surfaces, notamment celles des petits commerçants, alors une importante force électorale, par la voix de leur syndicat (CIDUNATI). En 1973, est donc votée la loi Royer, qui limite les ouvertures de magasins, en les faisant valider par des commissions départementales d'urbanisme commercial.
Parallèlement à son développement en France, la société explore de nouveaux marchés et implante des hypermarchés en Belgique en 1969, en Italie (Carugate) en 1972, en Espagne (Barcelone) en 1973 et au Brésil (São Paulo) en 1975. Un essai d'expansion de l'Allemagne (Mayence) 1977 a échoué, en dépit de l'attitude fondamentalement francophile de la population de Mayence.
Le développement par ouverture de magasins est une chose, mais Carrefour entend vendre ses propres produits, plus rentables. En 1976, il met dans ses rayons une ligne de produits dits « libres », ne portant pas de marque, avec un packaging sobre et une promotion axée sur la composition avec des prix permanents. À la suite de la concurrence de produits sans marque dans les magasins Continent respectant un cahier des charges différent et qui brouillaient l'image des produits « libres », ces derniers prendront finalement la marque de distributeur Carrefour en 1985. 
Au cours des années suivantes, Carrefour développe une déclinaison de sa marque à d'autres métiers :
- En 1980, Carrefour crée la société des paiements, qui a pour vocation de gérer la carte de paiement Pass, lancée en 1981[24] ;
- la gamme de vêtements Tex est lancée en 1982 ;
- les Assurances Carrefour sont créées en 1984 ;
- la filiale Vacances Carrefour est créée en 1991[25].

Le groupe continue son développement international en Argentine (1982) puis à Taïwan (1989) et créé Tex, sa marque propre pour les produits textiles et First Line (devenue Carrefour Home) sa marque d'équipements électroménagers, TV et hi-fi.

### 1985-1998: d'une grosse entreprise familiale à un géant multinational
Après un ralentissement dans sa croissance au début des années 1980, en partie à cause de désaccords au sein des familles historiques, il est décidé en 1985 de recruter pour la première fois un dirigeant à l'extérieur du groupe. C'est Michel Bon, alors l'un des principaux responsables du Crédit agricole, énarque issu d'une famille d'entrepreneurs, qui devient le président-directeur général en 1990. Carrefour s'implante à Taïwan dès 1989, et en Grèce et en Turquie en 1991.
Carrefour change définitivement de profil : la grosse entreprise encore familiale devient grande société française.
Jusqu'alors focalisé essentiellement sur la croissance interne, Carrefour effectue en 1991 deux acquisitions d'importance en l'espace de quelques mois.
En mars 1991, Carrefour rachète pour 1,05 milliard de francs (160 millions d'euros) le groupe languedocien Montlaur, en dépôt de bilan, par décision du tribunal de commerce de Montpellier. Quelques mois plus tard, le 25 juin 1991, Carrefour déclare son intention de racheter son concurrent Euromarché, avec notamment ses 77 hypermarchés, pour 5 milliards de francs, ce qui est réalisé dès l'année suivante. Euromarché avait participé à ce mouvement de concentration en absorbant entre 1980 et 1992 de nombreuses enseignes régionales françaises : Escale, Berthier, Sabeco, Disque Bleu, SND, GEM, Sodima.
Michel Bon quitte Carrefour à la fin de 1992 à la suite de la reprise en main du pouvoir par les fondateurs de Carrefour. Il est remplacé par Daniel Bernard (jusqu'ici PDG de Metro AG, le géant allemand du secteur), qui a fait toute sa carrière dans la grande distribution. Peu de temps après son arrivée, il solde les participations acquises dans Castorama et dans But, avec des plus-values respectivement d'1,9 milliard et 225 millions de francs (environ 290 et 34 millions d'€), et met fin aux quelques diversifications du groupe pour mieux se consacrer au cœur de métier. Sous son mandat, le groupe prend véritablement sa dimension internationale et s'implante :
- en 1993, retourne en Italie et en Turquie ;
- en 1994, au Mexique et en Malaisie ;
- en 1995, en Chine et en Grèce ;
- en 1996, en Thaïlande, en Corée du Sud et à Hong Kong ;
- en 1997, à Singapour et en Pologne ;
- en 1998, en Colombie, au Chili et en Indonésie.

En 1995, est lancée la marque de distributeur Grand Jury pour le réseau de proximité de Promodès et sa filiale de restauration hors foyer Prodirest.

### 1998-2000: croissance externe
En 1998, Carrefour rachète Comptoirs Modernes, dont il détenait 22,9 %, et met ainsi la main sur environ 500 supermarchés à l'enseigne Stoc, intégrant ainsi le format supermarché, dans lequel il était encore très peu présent. À la suite de cette opération de 19 milliards de francs (environ 2,9 milliards d'€), Carrefour passe de la sixième à la quatrième place mondiale, en devançant Metro et Sears.
L'année suivante, en 1999, Promodès et Carrefour annoncent leur fusion pour donner naissance au premier groupe européen et au deuxième groupe mondial de distribution après Walmart, en partie par crainte d'une OPA hostile de WalMart sur l'une des seules entreprises françaises du secteur dont le capital n'était pas entièrement verrouillé. À cette occasion, la famille de Paul-Louis Halley, patron de Promodès, devient le premier actionnaire du groupe avec 13%. La société Promodis (future Promodès) avait été créée en 1961 par la fusion des entreprises de deux familles normandes de grossistes dirigées par Paul-Auguste Halley et Léonor Duval-Lemonnier.

Logo de Continent.

Une rationalisation des enseignes est alors effectuée. Par exemple, les hypermarchés français Continent de Promodès prennent l'enseigne Carrefour. À l'inverse, les supermarchés Stoc de Carrefour deviennent des supermarchés Champion. Cette stratégie d'enseignes illustre à la fois la prééminence dans chacun des domaines (Carrefour pour l'Hyper, Champion pour le Super), et le fait que ce soit une fusion et non l'absorption de l'un par l'autre. Dans les faits, l'intégration et l'homogénéisation des deux groupes se révèlent un peu plus difficiles que prévu.
Clin d'œil de l'histoire, Promodès avait ouvert ses premiers hypers en franchise sous l'enseigne Carrefour, avant de créer sa propre enseigne Continent (tout comme Cora).
En juillet 2000, Carrefour rachète, en Belgique, le groupe GB (Maxi et Super) dont Promodès détenait 27,5% du capital. Carrefour crée sa filiale belge (Carrefour Belgium). L'enseigne Maxi GB devient Carrefour (56 hypermarchés) ; l'enseigne Super GB est conservée pour les supermarchés. Le groupe Carrefour travaille également en Belgique avec le groupe carolorégien Mestdagh, dont les supermarchés prennent progressivement l'enseigne Champion.

### 2001-2004: remise en question
Occupé par une fusion effectuée au sommet des valorisations, et accélérant son développement à l'étranger, Carrefour n'a pas vu une menace peser sur la zone France, principale contributrice à ses résultats : le groupe a perdu des parts de marché, du chiffre d'affaires et de la marge. Ainsi, le groupe publie des résultats jugés peu attrayants et perd peu à peu la confiance des marchés financiers au cours des premières années de la décennie 2000. En 2004, le bénéfice net du groupe chute de 14,9%, à 1,62 milliard d'euros.
De fait, le groupe Carrefour perd de sa valorisation boursière, au point de faire l'objet de rumeurs d'OPA par son concurrent Tesco début 2005, qui s'ajoutent aux rumeurs récurrentes d'OPA de la part de Walmart, d'autant plus persistantes que le capital de Carrefour est éclaté.
En 2005, Daniel Bernard est remplacé par José Luis Duran, sous la surveillance de Luc Vandevelde, lui-même alors homme de confiance de la famille Halley. Le nouveau PDG annonce la cession de nombreuses activités situées dans des pays déficitaires, peu rentables ou pour lesquelles Carrefour n'est pas dans les trois premiers. Carrefour vend ses magasins au Mexique, au Japon et en Tchéquie. À l'inverse, Carrefour se renforce fortement dans certains pays : la Chine, la Turquie ou le Brésil, où il accélère l'ouverture de nouveaux magasins. De cette manière, Carrefour privilégie certains pays-cibles plutôt que disperser ses investissements.
En 2006, Carrefour vend ses supermarchés Champion en Chine, pour concentrer ses efforts sur les hypermarchés et le hard-discount. En mars 2007 Colony Capital et le groupe Arnault renforcent leurs participations,.
En 2007, plusieurs mouvements dans différents pays ont lieu : le 23 avril, renforcement au Brésil avec l'acquisition pour 825 millions d'euros du groupe d'hypermarchés discompteurs Atacadão (34 magasins, dont 17 dans l'État de São Paulo), devenant leader de la distribution alimentaire dans le pays. Le 28 avril, vente de la société Carrefour Corée en Corée du Sud. Le 1er juin, vente des hypermarchés Carrefour en Slovaquie. Le 29 juin, acquisition en Pologne de neuf hypermarchés Ahold. Le 16 juillet, acquisition en Espagne - par le biais de Dia - de l'enseigne de hard-discount Plus du groupe Tengelmann. Le 27 juillet, vente des hypermarchés au Portugal, mais le groupe conserve ses hard-discounteurs. Le 22 août, vente pour 287 millions € des douze hypermarchés en Suisse à Coop (Suisse) (CA : 504 millions € en 2006, 1,1 % de part de marché, 2 500 employés).

### 2008-2011: l'entrée au capital de nouveaux acteurs

Nouveau logo Carrefour City.

En 2008, avec l'entrée en force au capital de Blue Capital, qui réunit la société du fonds américain Colony Capital et le groupe Arnault (10 % du capital), un vif débat stratégique naît sur l'opportunité d'externaliser ou non le patrimoine immobilier du groupe. Lors de l'assemblée générale, l'Inde et la Russie sont désignées comme nouvelles cibles d'implantation pour 2008. En juillet 2008, la société modifie son mode de gouvernement d'entreprise, et Amaury de Sèze est nommé Président du conseil d'administration, affaiblissant la position de José Luis Duran, qui perd son poste de président du directoire pour devenir directeur général, sans poste d'administrateur. Le 14 novembre 2008, Lars Olofsson, ancien directeur marketing de Nestlé, est nommé directeur général par le conseil d'administration du groupe Carrefour à partir du 1er janvier 2009 en remplacement de José Luis Duran qui est remercié par le conseil d'administration.
En 2009, au Maroc, Carrefour conclut un accord de franchise avec Label'Vie, une enseigne de grande distribution marocaine de 19 supermarchés, créée en 1985. Le 1er hypermarché sous enseigne Carrefour, ouvre ses portes en février à Rabat-Salé. En avril, ouverture de l'enseigne Dia, branche hard-discount en France, développée en Espagne. Ces magasins proposeront des produits marque de distributeur Carrefour (MDD) et des produits Dia, présents dans les magasins Ed. Parallèlement au lancement de Dia, Carrefour teste en France trois nouvelles enseignes situées dans les petites villes : Carrefour Contact, Carrefour City et Carrefour Montagne. En juin, Carrefour lance la gamme Carrefour Discount « des produits de qualité à très bas prix, essentiels au quotidien ». En octobre, Carrefour constitue un centre de design interne dans le but de faciliter la relation avec les clients et de gérer la marque Carrefour. Cela représente une inflexion notable dans le métier traditionnel du distributeur[réf. nécessaire].
En Belgique, l'année se traduit par le passage des magasins GB sous l'enseigne Carrefour Market.

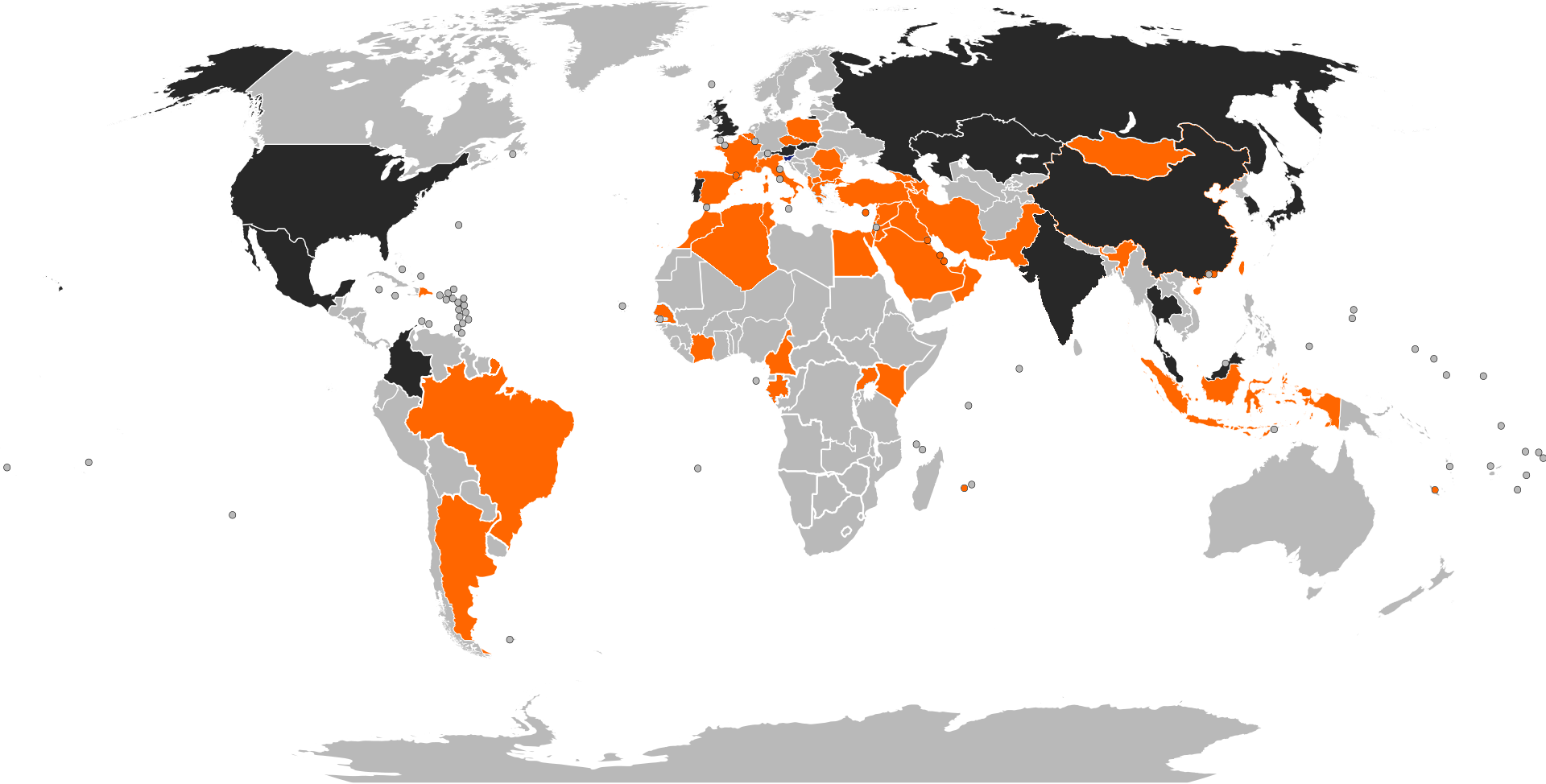
Le groupe Carrefour dans le monde en 2024 :
Implantations
Anciennes implantations

En 2010, est lancé Carrefour Planet. Il s'agit d'un nouveau concept d'hypermarché composé de 8 pôles (marché, bio, surgelés, beauté, mode, bébé, maison, loisirs-multimédia) qui sera déployé dans les magasins européens. En dehors de l'Europe, Carrefour lance plusieurs partenariats avec d'autres entreprises de la grande distribution : en Indonésie avec Trans Corp ou Carrefour prend 60 % de participation, en Turquie ou la filiale turque de Carrefour acquiert 100 % d'Ipek qui exploite 27 supermarchés à Istanbul sous l'enseigne Alpark. Les magasins seront convertis en Carrefour Express et Carrefour Market. En Chine, Carrefour acquiert 51 % de Baolongcang, une chaine de 11 hypermarchés dans la région d'Hebei, près de Pékin. À Buenos Aires, en Argentine, Carrefour ouvre le premier magasin écologique du pays. Ce magasin est conçu et équipé en tenant compte des critères de durabilité et de limitation de l'impact sur l'environnement. Il est équipé d'un système d'éclairage par LED.
En Belgique, 16 magasins sont cédés au Groupe Mestdagh, et passent sous l'enseigne « Carrefour Market - Groupe Mestdagh ».
En 2011, en Grèce est créée la société Carrefour Marinopoulos SA. Après plusieurs mois de rumeurs, Carrefour se sépare de Dia au 1er juillet 2011, Dia devient indépendant et est coté à la bourse de Madrid, son premier actionnaire est Blue Capital. En France, une nette évolution est observée chez les franchisés, leur contrat arrivant à échéance fin 2011 : en avril 2011, Coop Atlantique annonce quitter le groupe Carrefour pour Système U au 1er janvier 2012. En juin 2011, le groupe Carrefour se sépare de ses filiales hard-discount Ed/Dia, scission en lien avec le manque de succès du concept Carrefour Planet et le désir de ses deux principaux actionnaires, le fonds Colony Capital et le Groupe Arnault, de récupérer une partie de leur investissement. Par ailleurs, le groupe a cédé au groupe Casino ses participations thaïlandaises pour 860 millions d'euros afin de pouvoir se déployer en Malaisie. En décembre 2011, Carrefour annonce qu'il ne renouvèle pas son contrat avec Altis, franchisé du sud-ouest de la France, et le même mois, Carrefour annonce qu'il lance une OPA sur son 1er franchisé français, Guyenne et Gascogne, autre franchisé du Sud-Ouest de la France.

### À partir de 2012: recentrage des activités

Les magasins français du groupe Dia rejoignent Carrefour en 2014.

#### Présidence de Georges Plassat
Début 2012, Georges Plassat, déjà directeur général délégué, est nommé président du groupe Carrefour en remplacement de Lars Olofsson. Le nouveau directeur général mène une stratégie de recentrage des activités du groupe sur les marchés où l'enseigne dispose d'une position dominante via la cession des activités dans les pays non stratégiques. Il en résulte la cession des activités de Carrefour en Grèce et à Singapour durant l'été 2012 puis de la vente de ses participations en Malaisie, Colombie et Indonésie durant l'automne pour un montant total de 2,8 milliards d'euros,. En Belgique, les 83 magasins Champion exploités par le Groupe Mestdagh (soit magasins en propres, soit franchisés) passent progressivement sous l'enseigne Carrefour Market.
Le 16 décembre 2013, Carrefour annonce le rachat pour 2,7 milliards d'euros, de centres commerciaux à Klépierre. La nouvelle société regroupera 172 centres en France et à l'étranger. Finalement, ce sont 126 galeries commerciales qui sont rachetées, en 2014, à Klépierre pour un montant de 2 milliards d'euros environ à travers la société foncière Carmila. Cette nouvelle société sera détenue à 42 % par le groupe Carrefour.
En janvier 2014, Coop Alsace indique avoir cédé 128 magasins de proximité au groupe Carrefour. En avril 2014, le groupe annonce l'entrée au capital de la famille Moulin, propriétaires du groupe Galeries Lafayette, à hauteur de 6,1 %. En juin, l'enseigne de supermarché de hard-discount Dia en France est rachetée pour 600 millions d'euros par le groupe Carrefour, soit trois ans après l'avoir cédée à Blue Capital, premier actionnaire de Dia à la bourse de Madrid. Ce même mois, Carrefour annonce l'acquisition de 53 supermarchés Billa en Italie. Le 21 novembre, l'Autorité de la concurrence confirme et autorise Carrefour à reprendre plus de 800 magasins français de l'enseigne Dia exploités en direct ou sous franchise. En décembre 2014, Carrefour a vendu 10 % de sa filiale brésilienne à Abilio Diniz.
Le 1er janvier 2015, Cora et Match, appartenant au Groupe Louis Delhaize adhèrent à la centrale d'achat de Carrefour, tant pour les contrats alimentaires que non-alimentaires, mais exclut les produits frais et ceux en marques de distributeur. En avril 2015, Carrefour commence à renommer les magasins Dia en Carrefour Contact, Carrefour City et Carrefour Express. En août 2015, le groupe Carrefour acquiert, auprès d'Altarea Cogedim, la totalité du capital de Rue du Commerce,,,. En décembre 2015, Carrefour annonce l'acquisition des 86 supermarchés Billa en Roumanie au groupe allemand Rewe,,.
Début 2016, Carrefour rachète Croquetteland, start-up lyonnaise spécialisée dans la nourriture pour animaux. Carrefour, annonce, fin février 2016, qu'il va racheter 36 hypermarchés, 8 galeries marchandes et 22 stations-service attenantes à Eroski dans ce pays.

#### Présidence d'Alexandre Bompard

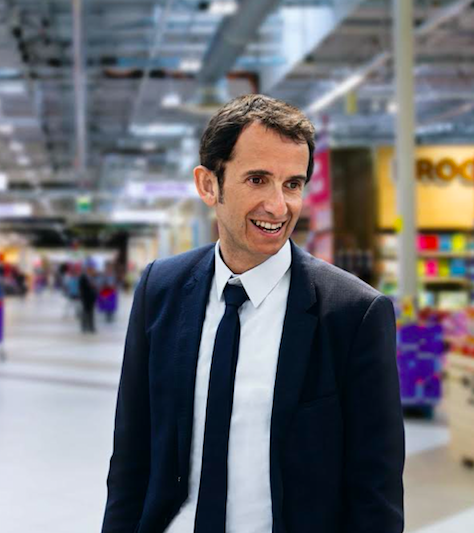
Alexandre Bompard en 2017.

Le 9 juin 2017, le Conseil d'administration choisit Alexandre Bompard pour devenir président-directeur général de Carrefour à compter du 18 juillet 2017.
Le 23 janvier 2018, il annonce son plan stratégique, intitulé « Carrefour 2022 » centrée sur la notion de transition alimentaire sous le slogan de « Act for Food »,,,. Il annonce notamment le déménagement du siège du groupe de Boulogne-Billancourt à Massy (déjà siège de l'enseigne Carrefour) en 2019 et la suppression de 2 400 emplois sur 10 500 en France, via des départs volontaires, la fermeture de 273 magasins anciennement Dia déficitaires, et le passage de cinq hypermarchés en location-gérance. À partir de 2018 jusqu'en 2023, tous les ans entre 30 et 60 magasins tant des hypermarchés que des Carrefours Market, passent en location gérance. En mars 2018, Carrefour acquiert Quitoque, start-up spécialisée dans la livraison de paniers-repas, et annonce le lancement de son application de paiement mobile, Carrefour Pay. Le 10 avril 2018, Carrefour inaugure une plate-forme logistique à Aulnay-sous-Bois, dédiée à l'e-commerce alimentaire en Ile-de-France et employant 300 personnes. Également en avril, le groupe inaugure les six premiers "Drive piétons" parisiens, qui permettent aux clients de venir retirer en magasin leur commande passée en ligne. Le 8 juin 2018, Carrefour et Système U signent un accord de partenariat à l'achat sur cinq ans pour les grandes marques françaises et internationales,. En juillet 2018, Carrefour annonce un partenariat avec Tesco, numéro un des supermarchés en Grande-Bretagne, portant sur les achats en commun de produits pour leurs marques propres et de biens non marchands.
En juin 2019, Carrefour annonce la vente d'une participation de 80 % dans ses activités en Chine, comprenant 210 hypermarchés et 3,1 milliards de chiffre d'affaires, à Suning.com pour 620 millions d'euros. Cette cession est finalisée en septembre 2019.
En juin 2020, Carrefour annonce l'acquisition de 224 supérettes Wellcome Taiwan situé à Taïwan pour 97 millions d'euros. Carrefour possédait déjà 137 magasins à Taïwan au moment de cette opération. En août 2020, Carrefour annonce l'acquisition de 172 supérettes Supersol en Espagne pour 78 millions d'euros. En septembre 2020, le Groupe Arnault, qui détenait jusque-là, 5,5% du capital de Carrefour et 8,5% des droits de vote, annonce son intention de céder à très court terme 3,1% du capital de Carrefour. En novembre 2020, Carrefour met la main sur 107 magasins de la chaîne de magasins Bio c'bon qui avait déposé son bilan.
En janvier 2021, un rapprochement amical entre le groupe Couche Tard et Carrefour est envisagé. Le gouvernement français y met son véto ce qui amènera les deux sociétés à stopper toute idée de rapprochement trois jours plus tard, évoquant uniquement un partenariat opérationnel. En mars 2021, le groupe Carrefour annonce avoir conclu un accord avec Walmart et Advent International pour acquérir le groupe BIG, le troisième distributeur du pays avec Carrefour Brésil et GPA.
Le 12 juillet 2023, le groupe annonce avoir conclu un accord afin de racheter les enseignes Cora et Match au groupe Louis Delhaize pour 1 milliard d'euros. L’acquisition devrait être effective à l’été 2024. Entre début octobre et mi-novembre 2024 l'ensemble des hypermarchés Cora passent sous l'enseigne Carrefour.
En juillet 2025, Carrefour annonce vendre pour un euro symbolique ses activités en Italie, en ayant plus de 1 100 magasins, déficitaires depuis de longues années, à NewPrinces Group, une entreprise italienne de production de biens alimentaires.

## Identité visuelle (logo)
Le logo combiné originel de Carrefour consistait en un cercle rouge contenant deux flèches convergentes blanches vers la marque verbale (en) noire « Carrefour », les trois couleurs étant celles du blason de la Savoie Propre, province dans laquelle s'est implanté le premier magasin en 1960.
En 1966, pour l'ouverture du premier hypermarché à Vénissieux, le directeur de marketing de Carrefour Étienne Thil et le typographe Jacques Daniel conçoivent un nouveau logo combiné aux couleurs du drapeau national français qui rappellent l'origine française de l'enseigne : l'icône est constituée d'un « C » en défonce traité en blanc au milieu d'un losange rouge à gauche, bleu à droite ; la marque verbale Carrefour est écrit en police de type machine à écrire. Rapidement, le losange est rogné et les filets noirs délimitant l'icône sont retirés, mettant plus en évidence les deux flèches bleue et rouge que la lettre « C », lettre que 95 % des Français ne voient pas, car ce logo crée une illusion d'optique selon le principe du motif de Kanizsa et de la ségrégation figure-fond. La notion de carrefour est également symbolisée par l'intermédiaire des deux flèches opposées, la flèche rouge (symbole de l'interdit) tournée vers la gauche (à savoir le passé) tandis que la flèche bleue tournée vers la droite représente l'avenir, mais aussi le fer d'une sorte de hallebarde (le logo dans les années 1960 arborait un poing américain dans la même veine) qui caractériserait la politique agressive de l'entreprise (négociations âpres avec ses fournisseurs, prix de vente agressif).
En septembre 2009, pour le 50e anniversaire de l'enseigne, Carrefour adopte un nouveau logo créé par l'agence Wolff Olins : l'icône reste la même, mais les arêtes des flèches et du « C » sont moins vives, les couleurs sont plus claires. La typographie plus arrondie de la marque verbale est de type serif. Enfin, différent selon chaque format du groupe, le logo se décline en plusieurs palettes de couleur dont les transitions en dégradé lumineux horizontal mettent plus en valeur le « C ».

Ancien logo de l'enseigne Carrefour de 1966 à 2009.
Différentes couleurs du logo de 2009.
Logo du groupe Carrefour de 2009 à 2013.

## Activités du groupe
Carrefour intervient sur une grande partie des formats de la grande distribution :

### Hypermarché

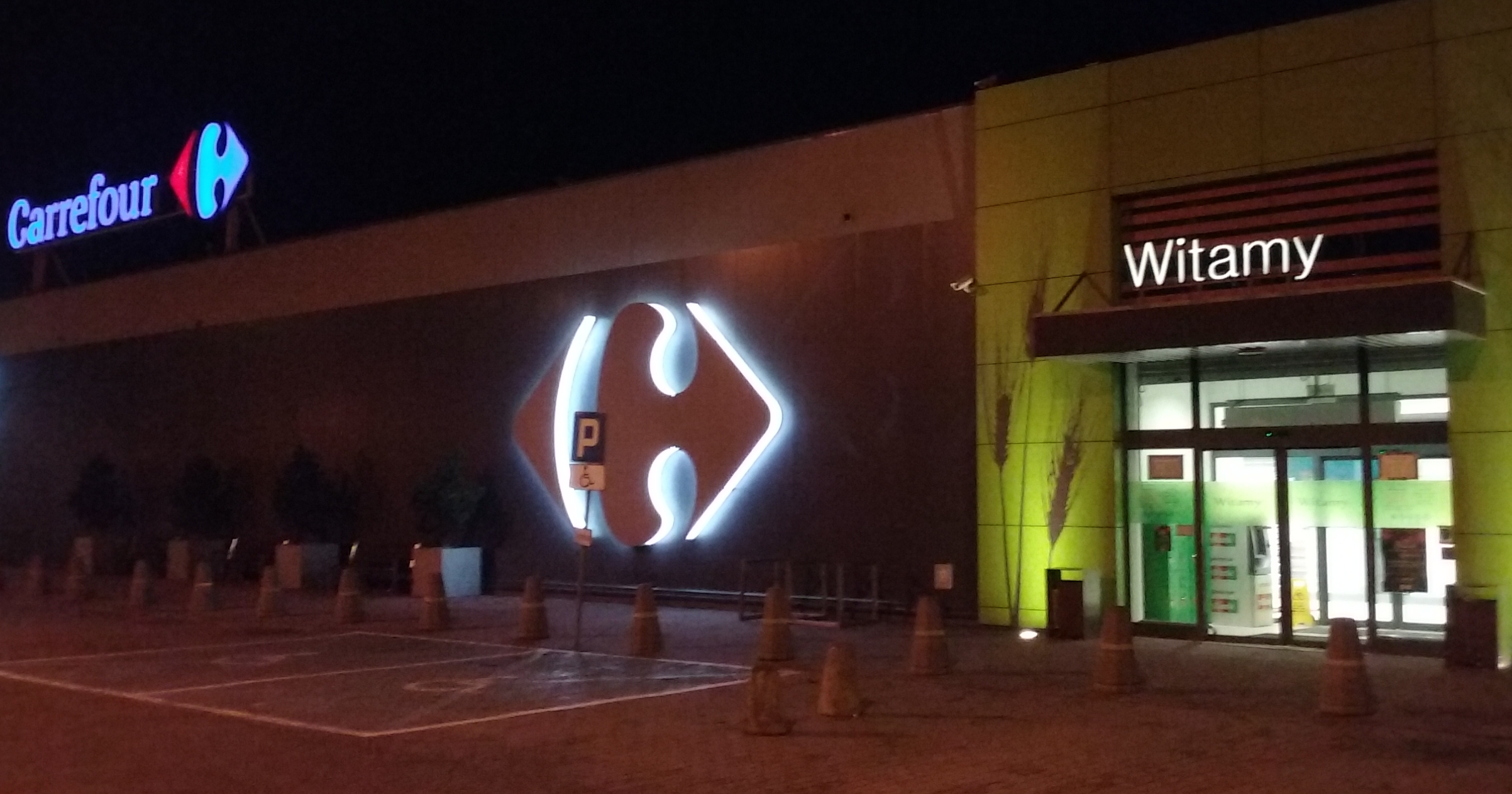
Hypermarché Carrefour à Tomaszów Mazowiecki, en Pologne.

Le format hypermarché représente le cœur de métier historique du groupe. Il est présent sur l'ensemble des pays du groupe sous l'enseigne Carrefour, et est représenté par près de 1 500 magasins à début 2016.
Les hypermarchés du groupe sont de dimension supérieure à 3 000 m2 pour atteindre jusqu'à 24 400 m2 (Carrefour Portet-sur-Garonne, en France), ceci pour une moyenne de 9 333 m2. Ils proposent de 20 000 à 80 000 références et emploient de 250 à 750 employés. Destinés à une zone de chalandise très large, ils représentent la conception du « tout sous le même toit » ainsi que la définition initiale de la grande distribution : nombreuses places de stationnement, spectacle permanent, bas prix…
Depuis 1998, date du 35e anniversaire des hypermarchés Carrefour est organisée chaque année une opération commerciale simultanée dans le monde entier sous le nom du Mois Carrefour. Il s'agissait alors de la première opération transnationale de l'enseigne Carrefour et mettant en œuvre à grande échelle les moyens du groupe.
Fin 2006, le nombre du millier d'unités dans le monde a été atteint, avec l'ouverture d'un hypermarché à Tongzhou en Chine.
Fin 2008, 1302 magasins Carrefour existent dans le monde, dont 231 en France.
En 2010, Carrefour lance un nouveau concept d'hypermarchés : Carrefour Planet. À terme, l'ensemble des hypermarchés Carrefour en Europe devaient devenir Carrefour Planet. Le déploiement du nouveau concept sur l'ensemble des magasins a été abandonné en 2012, avec l'arrivée de Georges Plassat à la tête du groupe.
À la fin de l'année 2019, Carrefour détient 1 207 hypermarchés dans le monde.

### Supermarché

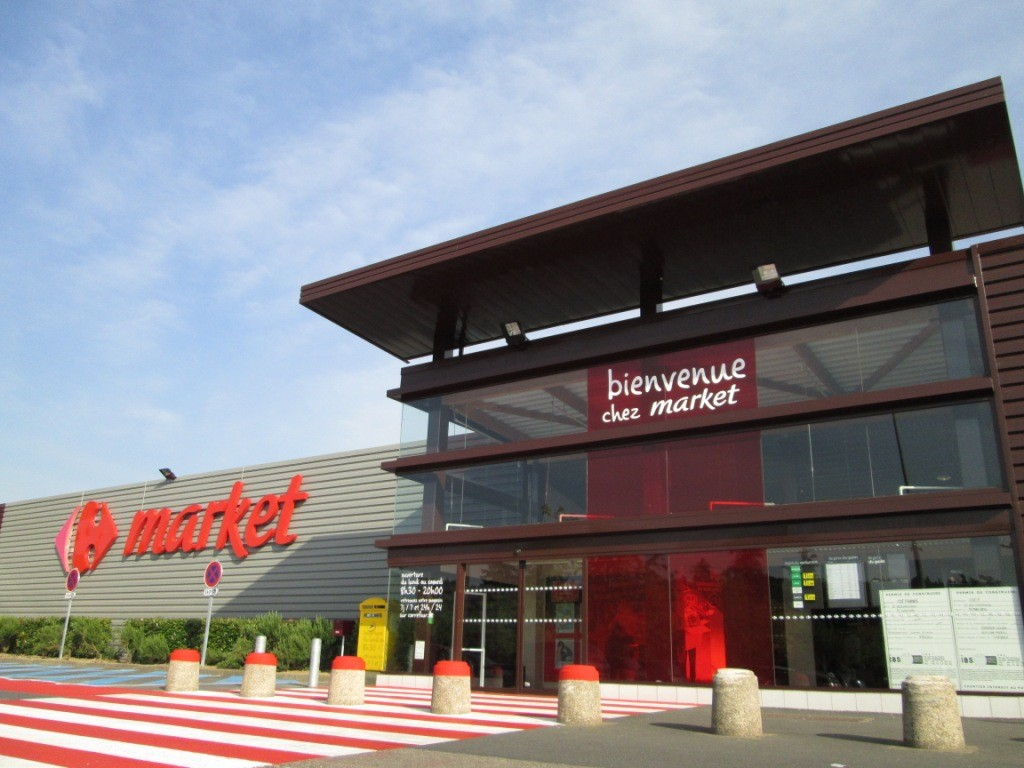
Façade d'un magasin Carrefour Market.

Le format supermarché est représenté par les magasins de taille inférieure à la première catégorie, pour la plupart de moins de 2 500 m2.
Le groupe Carrefour a exploité sous ce format, et selon le pays, les enseignes Champion (principalement France, Espagne et Belgique), Carrefour Express (Espagne, Turquie), Endi, GB (Belgique), GS (Italie), Gima, Globi (Pologne) et Norte (Argentine).
En 2019, 3 412 supermarchés appartiennent au groupe Carrefour et sont regroupés sous l'enseigne Carrefour Market.

### Hard-discount et Soft-discount
Développé initialement après la Seconde Guerre mondiale par les spécialistes allemands Aldi, le format dit hard-discount a été repris par Carrefour à la fin des années 1970. Le groupe Carrefour y a été présent jusqu'en 2011, date à laquelle Dia est séparé du groupe Carrefour. À début 2018, le groupe Carrefour n'est donc plus présent sur ce segment.
Carrefour a été présent sur l'activité de hard-discount via trois enseignes :
- Minipreço au Brésil et au Portugal.
- Ed : marque créée en France en 1980 au sein de Carrefour. En juin 2009, Carrefour annonce que des magasins Ed en France passeront sous l'enseigne Dia avant la fin de l'année. En 2012, la transformation des magasins est terminée.
- Dia : enseigne internationale, historiquement issue de Promodès-Espagne en 1979, et implantée en Espagne, Grèce, Turquie, Argentine et Chine. Le 21 juin 2011, l'ensemble des magasins Dia dans le monde est séparé du groupe Carrefour pour former une entité indépendante et cotée en Bourse. Le 5 juillet 2011, Dia rentre à la bourse de Madrid et, en décembre 2011, dans l'indice IBEX35[121].

En 2015, le groupe Carrefour rachète les magasins Dia en France, alors hard-discount, les transforme en enseignes de proximité : Carrefour Contact et Carrefour City et fait passer certains magasins Dia sous l'enseigne Contact Marché. En 2018, près de 270 de ces magasins, notamment tous les Contact Marché dont l'enseigne est abandonnée, sont fermés.
Pourtant en 2019, Carrefour lance Supeco en France, une enseigne de Soft-discount crée en 2012 en Espagne pour faire face à la crise économique espagnole. le 1er site a été ouvert le 2 octobre 2019 à Valenciennes.

### Proximité

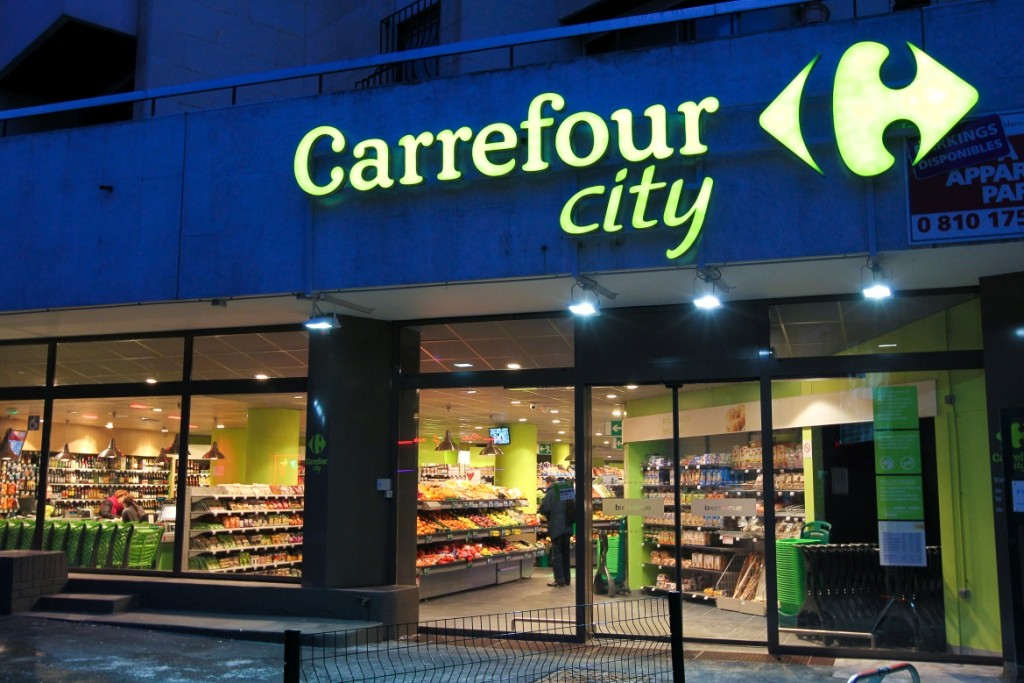
Façade d'un Carrefour City.

Il s'agit de supérettes et petits magasins, souvent franchisés à des commerçants indépendants. Cette activité, implantée aussi bien en centre-ville que dans les campagnes, comporte des formats variés de 50 à 900 mètres carrés.
En 2019, le commerce de proximité est présent dans quasiment tous les pays où le groupe Carrefour est implanté. Le réseau de proximité est représenté par 7 193 magasins aux enseignes Carrefour Bio, Carrefour City, Carrefour Contact, Carrefour Express, Carrefour Montagne et Proxi.
Précédemment : en France, dans les années 2000 et principalement à la suite de la fusion avec Promodès, le groupe était présent via les enseignes Shopi (magasins de 300 à 900 m2), 8 à Huit (magasins citadins de moins de 300 m2), Marché Plus et Proxi (commerces ruraux) dont les commerçants sont franchisés au groupe Carrefour via la société Carrefour Proximité France. En Belgique, il s'agissait des enseignes GB Express et Contact GB, devenues Carrefour Express. En Italie, de « Dí per Dí ». En Grèce le format était représenté par 5'Marinoupoulos et Smile Market.

### Cash & carry
Cette activité de vente directe aux professionnels est exercée en France (Promocash), en Italie (Docks Market et Gross Iper), au Maroc et en Tunisie.
En 2019, le groupe Carrefour compte dans le monde un réseau de 413 magasins Cash & carry, principalement sous les enseignes Atacadao et Promocash.
Précédemment : en Inde, de 2010 à 2014, Carrefour a opéré 5 magasins Cash & Carry.

### Services et commerce en ligne
Carrefour propose à sa clientèle des services tels qu'assurances, voyages, produits financiers, spectacles…

#### Carburants
Le groupe possède également Carfuel assurant la distribution de carburants, produits d'appel classique dans la grande distribution[réf. nécessaire].

#### Bancassurance
Carrefour a lancé en France, en janvier 2011, la marque Carrefour Banque (anciennement S2P - Société des Paiements PASS et CARMA Carrefour Assurances). Filiale bancaire du groupe Carrefour, Carrefour Banque commercialise depuis 1980 des produits financiers et assurances :
- La Carte PASS, une gamme de cartes bancaires lancée en février 2009 en partenariat avec MasterCard, distribuée à 2,4 millions de clients (fin 2015) ;
- Une offre de crédits à la consommation dont le rachat de crédits, représentant en 2014 un encours global de 3,2 milliards d'euros[123] ;
- Des produits d'épargne avec un encours géré d'1,76 milliard d'euros en 2014 ;
- Des assurances auto, habitation, complémentaire santé et prévoyance.

Les services d'épargne, assurances et de financement sont proposés dans tous les pays où le groupe Carrefour est présent.

Logo de PASS Services Financiers (de 1959 à 2011).
Logo de Carrefour Banque (de 2011 à novembre 2016).
Logo de Carrefour banque et assurance (depuis novembre 2016).

#### Commerce en ligne
Carrefour possède des activités de vente en ligne dont Carrefour Ooshop (devenu Carrefour Livré Chez Vous) et Rue du Commerce avec Top Achat, racheté en 2015. En 2016, le groupe rachète Croquetteland et Greenweez, leader français du bio sur Internet, avec un chiffre d'affaires de 20 millions d'euros, dont 80 % dans l'alimentaire.
En 2018, Carrefour annonce un partenariat avec Google dans le commerce en ligne : les produits Carrefour pourront être commandés à partir de Google Shopping et Assistant Google.
Carrefour propose aussi un système de retrait des courses réservées au préalable en ligne : Carrefour Drive. En 2018, plus de 320 drives ont été créés en France.
En 2019, le chiffre d'affaires augmente de 30 % par rapport à l'année précédente et génère plus de 1,3 milliard d'euros.

## Implantation
En 2024, le groupe compte 14 000 magasins dans 40 pays.
| Pays                                                      | 1er magasin                     | Nombre de magasins | Nombre de magasins | Nombre de magasins | Nombre de magasins | Nombre de magasins |
| Pays                                                      | 1er magasin                     | Hypermarchés       | Supermarchés       | Proximité          | Cash & Carry       | Total              |
| Pays intégrés                                             | Pays intégrés                   | Pays intégrés      | Pays intégrés      | Pays intégrés      | Pays intégrés      | Pays intégrés      |
| --------------------------------------------------------- | ------------------------------- | ------------------ | ------------------ | ------------------ | ------------------ | ------------------ |
| France                                                    | 1960 (super) ; 1963 (hyper)     | 233                | 1037               | 3861               | 143                | 5274               |
| Espagne                                                   | 1973 (Pryca) ; 2000 (Carrefour) | 205                | 111                | 810                | 23                 | 1149               |
| Belgique                                                  | 1969                            | 40                 | 441                | 308                | 0                  | 789                |
| Italie                                                    | 1972                            | 51                 | 417                | 608                | 13                 | 1089               |
| Pologne                                                   | 1997                            | 89                 | 153                | 664                | 0                  | 906                |
| Roumanie                                                  | 2001                            | 37                 | 266                | 44                 | 24                 | 371                |
| Argentine                                                 | 1982                            | 88                 | 97                 | 405                | 7                  | 597                |
| Brésil                                                    | 1975                            | 100                | 53                 | 125                | 186                | 464                |
| Taïwan                                                    | 1989                            | 69                 | 68                 | 0                  | 0                  | 137                |
| Maroc                                                     | 2007                            | 24                 | 62                 | 0                  | 0                  | 86                 |
| Autres                                                    |                                 | 106                | 9                  | 0                  | 0                  | 35                 |
| Total pays intégrés                                       |                                 |                    |                    |                    |                    |                    |
| Partenariats                                              |                                 |                    |                    |                    |                    |                    |
| Partenariats France (Outre-Mer et République Dominicaine) |                                 | 15                 | 34                 | 98                 | 3                  | 150                |
| Partenariats autres pays d'Europe                         |                                 | 33                 | 410                | 212                | 0                  | 655                |
| Partenariats autres pays (Afrique, Moyen-Orient)          |                                 | 141                | 316                | 58                 | 14                 | 529                |
|                                                           |                                 |                    |                    |                    |                    |                    |
| Total pays franchisés                                     |                                 |                    |                    |                    |                    |                    |
|                                                           |                                 |                    |                    |                    |                    |                    |
| Total                                                     | Total                           | 1207               | 3412               | 7193               | 413                | 12 225             |

### Présence en direct

#### France

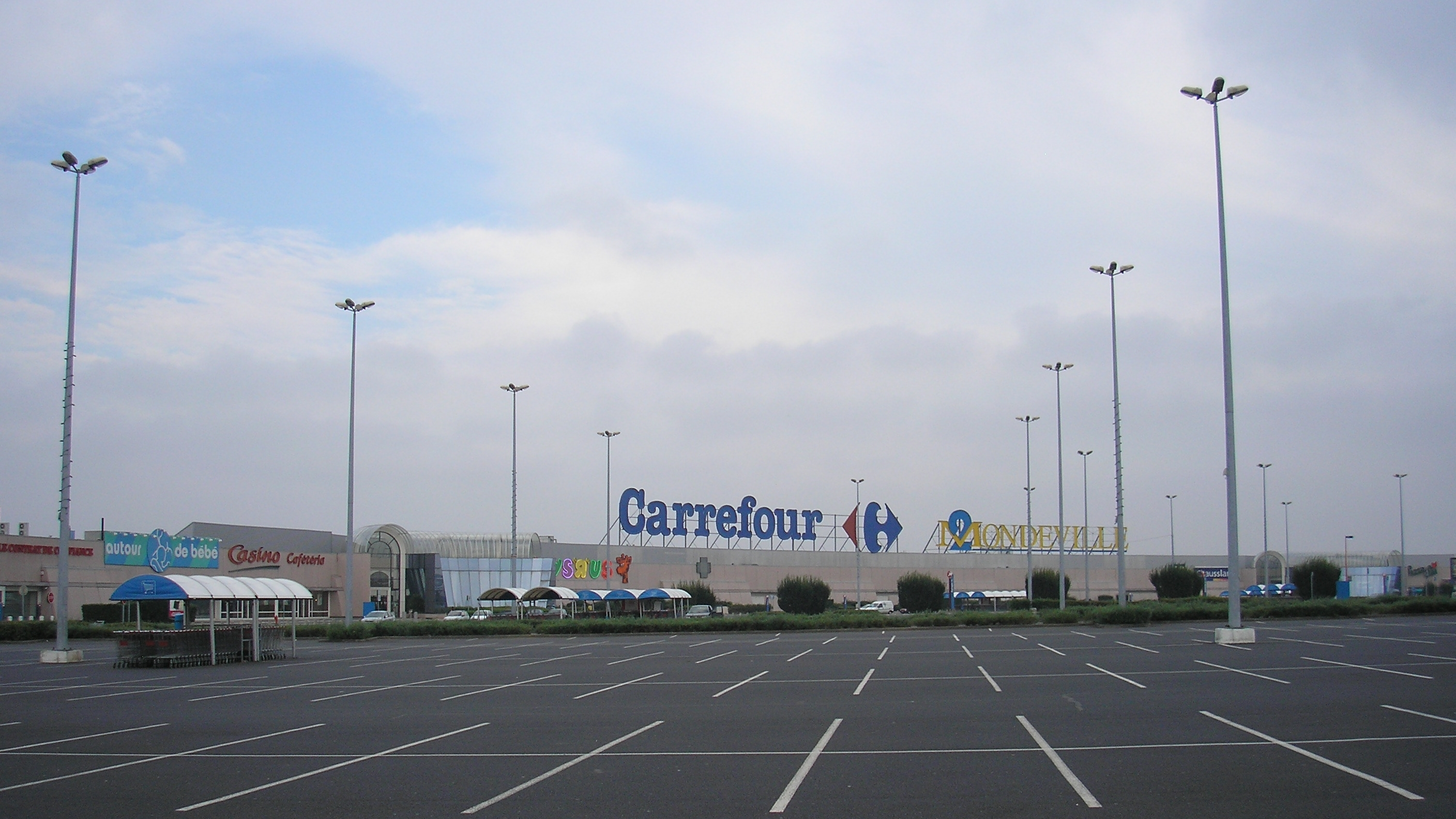
Carrefour Mondeville.

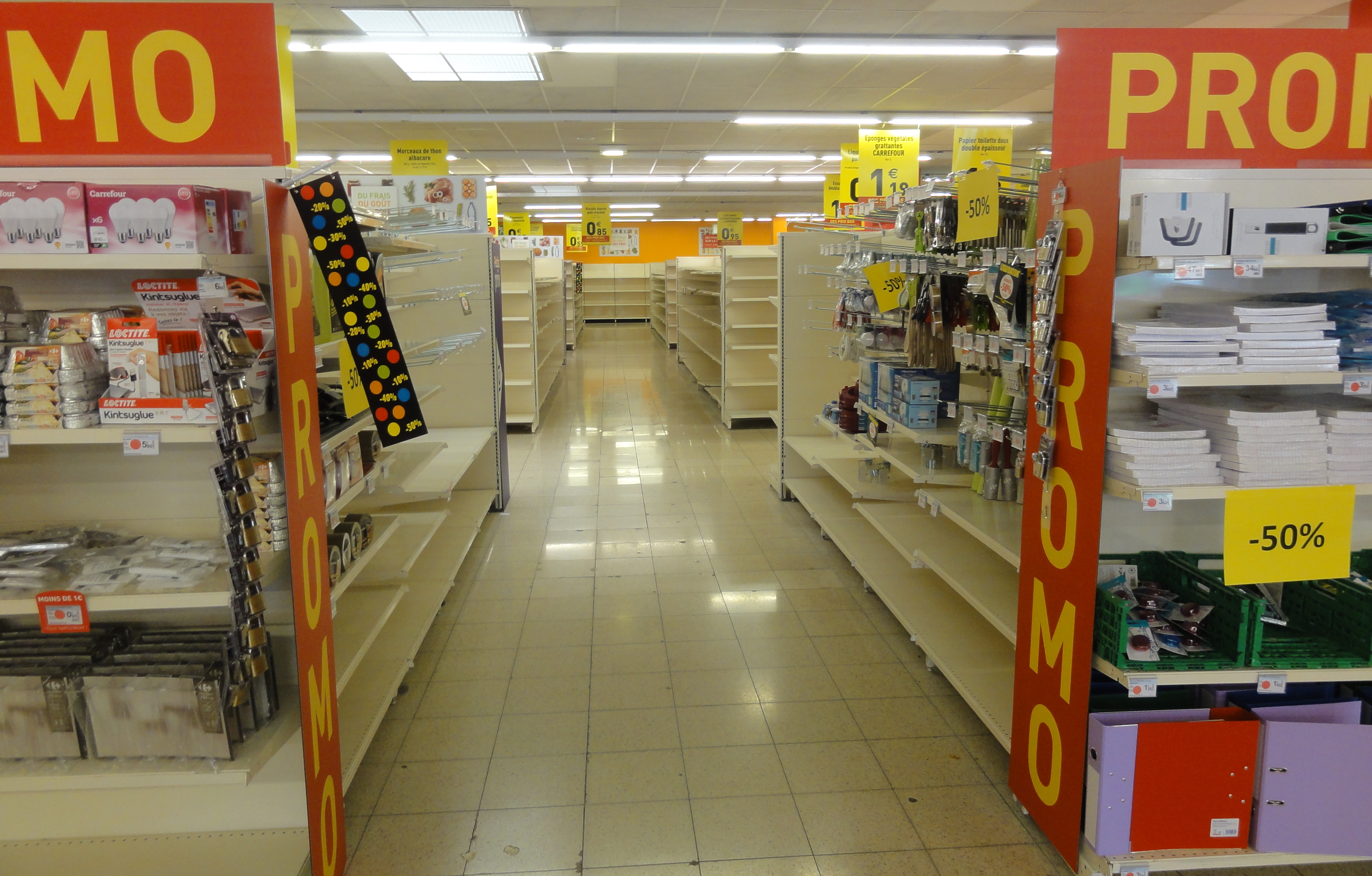
Carrefour Contact en cours de liquidation à Somain, dans le Nord, pour fermeture le 30 juin 2018.

La France est le marché historique ainsi que la principale source de revenus du groupe Carrefour. L'ensemble des métiers y est représenté. En 2019, le groupe Carrefour y compte 5 274 magasins : 233 hypermarchés, 1 037 supermarchés, 3 861 magasins de proximité et 143 cash & carry.
Le groupe partage avec Auchan la plupart des places du top 100 des hypermarchés, dont Carrefour Antibes (numéro 5 de la liste avec 235 millions d'euros de chiffre d'affaires). Carrefour Antibes et Carrefour Paris Auteuil sont les plus productifs au mètre carré.
Depuis 1976 et les premiers produits libres, Carrefour a développé des marques de distributeur au sein de ses diverses enseignes[réf. nécessaire].
En 2018, Carrefour prévoit de réallouer 100 000 m2 de surface de ses hypermarchés (transformation en zones de services pour les clients, outlets, zones de préparation de commandes, cash & carry). Deux-mille-quatre-cents départs volontaires sont également prévus à son siège, qui compte alors 10 500 employés. Dans le même temps, il est annoncé que plus de 200 magasins contact marché ex Dia, devraient fermer dans le cadre du plan de restructuration ; un plan de sauvegarde de l'emploi est annoncé pour les 2 100 employés concernés.

##### Franchisés
En France, et pour des raisons historiques, le groupe Carrefour coopère avec de nombreux franchisés ou affiliés exploitant des magasins. Ces franchisés sont pour la plupart hérités de la fusion avec Continent. Certains disparaissent fin 2013.
- Carcoop est une société filiale détenue à 50 % par le groupe Carrefour et 50 % par Coop Atlantique, détenant 6 hypermarchés français à Bourg-en-Bresse, Moulins, Denain, Douai Flers, Liévin et Saint-Pol-sur-Mer.
- Provencia est une société franchisée du groupe Carrefour dont les magasins sont principalement situés dans l'est de la région Rhône-Alpes[138].
- Corema est une société dans laquelle le groupe Carrefour participait à hauteur de 26 % entre 2003 et 2009. Il s'agit d'une filiale du groupe Sherpa spécialisé dans le format petit supermarché situé dans les stations de sport d'hiver des Alpes. Le groupe livre les 98 magasins de la chaîne[139]. Depuis le 1er décembre 2009, Sherpa a mis fin au partenariat avec Carrefour pour rejoindre la Centrale d'achat Casino.

Le groupe a racheté quatre de ses franchisés français au cours des années 2000 :
- Labruyère Eberlé est une société filiale de Carrefour[140].
- Hyparlo, dont Carrefour détient 36,18 % directement et une autre partie au travers de Hofidis II — la holding de contrôle du groupe dont Carrefour détient 100 % des parts depuis 2006[141] —, exploite des hypermarchés en France et en Roumanie[142].
- Guyenne et Gascogne[143], premier franchisé Carrefour, est coté sur l'Eurolist d'Euronext et rentre dans la composition du CAC Mid 100. La société détient notamment 6 petits hypermarchés Carrefour (à Auch, Dax, Mont-de-Marsan, Tarnos, Cahors, Saint-Jean-de-Luz) et 27 supermarchés Carrefour Market. Le groupe a fait l'objet d'une OPA de la part du groupe Carrefour[réf. nécessaire].
- Sogara est une société filiale détenue à 50 % par le groupe Carrefour et 50 % par Guyenne et Gascogne[144]. Elle possède une douzaine de grands hypermarchés Carrefour dans le Sud-Ouest de la France. Elle est par ailleurs actionnaire minoritaire à 8,23 % dans Centro Commerciales Carrefour exploitant des magasins en Espagne. Elle a été absorbée car Carrefour Hypermarché SAS le 1er novembre 2013[145].

Le groupe a également arrêté sa coopération avec deux de ses franchisés en 2012 :
- Coop Atlantique est une société coopérative de consommation basée à Saintes. Son principal actif est Carcoop, une société détenue à parité avec Carrefour[146]. Au 1er janvier 2012, Coop Atlantique met fin à son partenariat avec Carrefour pour rejoindre la centrale d'achats coopérative « Système U ». 7 hypermarchés Carrefour prendront alors l'enseigne Hyper U, une quarantaine de Carrefour Market revêtissent les couleurs de Super U, un Carrefour City deviendra U express[réf. souhaitée]. Les magasins de proximité (Coop et EcoFrais[réf. souhaitée]) conserveront leurs dénominations, mais distribueront les produits U. Le sort des magasins Ed, de même que ceux détenus par Carcoop, n'est pas encore réglé.
- Altis est une société franchisée Carrefour détenue à parité par le groupe Carrefour[147] et le groupe espagnol Eroski[148]. Les magasins rejoignent Intermarché en avril 2012[149].

#### Europe (hors France)
En Europe, le groupe Carrefour est présent dans 9 pays en dehors de la France, dont 5 en direct : Belgique, Espagne, Italie, Pologne et Roumanie.

##### Belgique
En 2019, le groupe Carrefour compte 789 magasins en Belgique (40 hypermarchés, 441 supermarchés et 308 magasins de proximité).
Précédemment :
En 2000, le groupe rachète les 72,5 % de la société GB SA, entreprise leader de la distribution alimentaire en Belgique, mais en difficultés financières. Carrefour avait par ailleurs hérité de 27,5 % de la société de droit belge à la suite de la fusion avec Continent.
Le Groupe GB exploitait :
- 60 hypermarchés Maxi GB et Bigg's Continent.
- 73 supermarchés intégrés Super GB et 350 supermarchés franchisés (Super GB Partner, Contact GB, Unic et Nopri).
- 1 supermarché haut de gamme sous l'enseigne ROB.
- 7 magasins de proximité GB Express.
- 27 supermarchés Globi en Pologne[151]. Ce rachat a fait l'objet d'un avis positif de la Commission européenne.

Le 23 février 2010, Carrefour annonce la suppression de 1 672 emplois et la fermeture de 21 magasins, ainsi que la possibilité de rachat de 20 magasins par le Groupe Mestdagh (Champion Belgique), à la suite d'une politique de prix agressive de ses nombreux concurrents.
Le 23 décembre 2021, le Groupe Mestdagh rompt le contrat de « master franchise », signé en janvier 2021 pour une durée de 10 ans, avec le groupe Carrefour.

##### Espagne
En 2019, le groupe Carrefour compte 1149 magasins (205 hypermarchés, 111 supermarchés, 810 magasins de proximité et 23 cash & carry).
Précédemment :
Arrivé en Espagne en 1973, Carrefour est le leader de la grande distribution dans ce pays après El Corte Inglés. Les magasins du groupe, créés à l'origine en partenariat 50/50 avec le groupe Radar y ont longtemps porté l'enseigne Pryca, pour PRecio Y CAlidad (prix et qualité). Carrefour reprend le contrôle total de cette entité (ainsi que de Ed en France), quand le groupe Radar (ex Docks Rémois) disparaît.
La fusion de Carrefour et Continent en 1999 s'avère le moment propice pour regrouper les magasins Pryca et Continente sous le nom unique de Carrefour. En 2007, les hard-discounteurs Plus sont rachetés à l'Allemand Tengelmann.

##### Italie
En 2019, le groupe Carrefour compte 1089 magasins (51 hypermarchés, 417 supermarchés, 608 magasins de proximité et 13 magasins de cash & carry).
Le groupe est présent dans la péninsule à travers les hypermarchés Carrefour, les supermarchés Carrefour Market (préalablement GS) et les magasins de proximité Carrefour Express (préalablement Dí per Dí). Il possède également Docks Market et Gross Iper, des enseignes de cash and carry.

##### Pologne
Après l'implantation de quelques hypermarchés dans les années 1990, Carrefour rachète en deux étapes en 2005 et 2007 tous les hypermarchés et supermarchés du groupe Ahold. En 2019, le groupe Carrefour y compte 906 magasins : 89 hypermarchés, 153 supermarchés et 664 magasins de proximité.

##### Roumanie
Le développement en Roumanie a été initié par le franchisé Hyparlo à la fin des années 2000. Carrefour lance une OPA sur Hyparlo en 2006. L'année suivante, en octobre 2007, le groupe acquiert Artima, propriétaire de 21 supermarchés dans l'Ouest du pays.
En juin 2016, Carrefour a racheté le réseau de 86 supermarchés Billa. Ils représentent 83 000 m2 de surface de vente.
En 2019, le groupe Carrefour y compte 371 magasins : 37 hypermarchés, 266 supermarchés, 44 magasins de proximité et 24 magasins de cash & carry.

#### Amérique du Sud
Le groupe concentre ses efforts sur le Brésil et l'Argentine. Il a été auparavant présent au Chili (retrait en 2003) au Mexique (retrait en 2005) et en Colombie (retrait en 2012).

##### Brésil

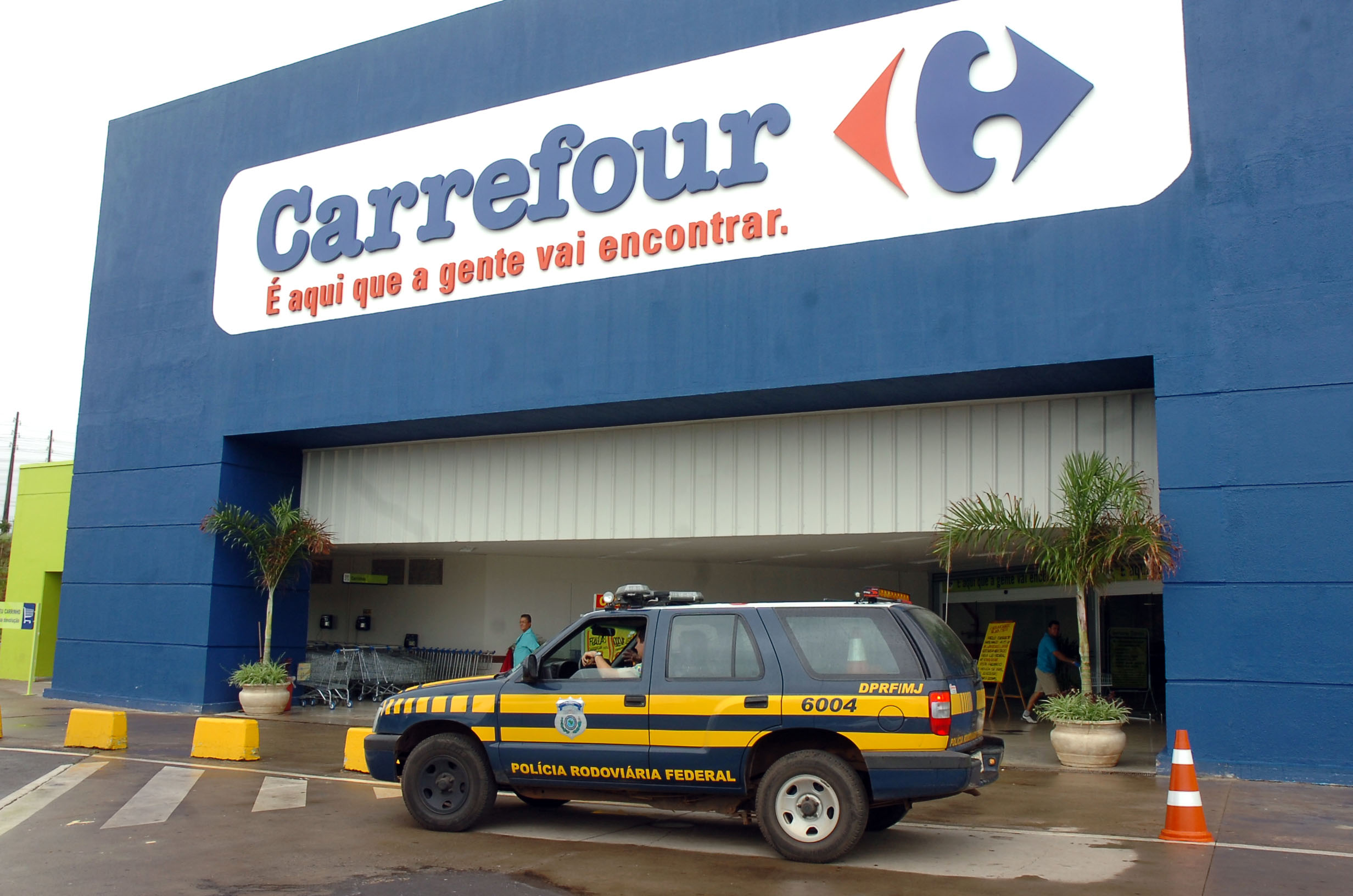
Carrefour à Brasilia, Brésil.

Implanté au Brésil depuis 1975, le groupe Carrefour est aujourd'hui la première entreprise de distribution alimentaire du pays.
En 2019, il possède 464 magasins : 100 hypermarchés, 53 supermarchés, 125 magasins de proximité et 186 magasins de cash & carry.
Carrefour exploite au Brésil un concept de magasins centré sur les produits essentiels à prix bas : Atacadão, racheté par le groupe en 2007.
Un audit interne[réf. nécessaire] révèle que le management de Carrefour Brésil négociait directement des rabais avec les fournisseurs sans passer par les centrales d'achat du Groupe et aboutissait à des provisions pour charges exceptionnelles.
En mars 2021, le groupe Carrefour annonce la signature d'un accord avec Advent International et Walmart dans l'objectif d'acquérir Grupo BIG Brasil SA (« Grupo BIG ») qui est le troisième acteur de la distribution alimentaire au Brésil. Le montant de la transaction équivaut approximativement 1,1 milliard d'euros.

##### Argentine
En 2019, le groupe compte 597 magasins : 88 hypermarchés, 97 supermarchés, 405 magasins de proximité et 7 cash & carry.
Précédemment :
Carrefour entre sur le marché argentin en 1982 avec un premier hypermarché. En 2000, Carrefour Argentine se rapproche de Norte, le numéro un local qui possède 26 hypermarchés et 40 supermarchés. Dans le cadre de la fusion, à la suite de laquelle le groupe français détiendra 51 % des parts de la nouvelle structure, Carrefour s'est engagé auprès des autorités de la concurrence à céder 8 hypers et 26 supermarchés. Les supermarchés du pays ont conservé la marque Norte alors que les hypers ont adopté la marque Carrefour.Aujourd'hui Carrefour Argentine possède un parc de 601 enseignes en 2009 (68 hypermarchés, 117 supermarchés, 416 hard-discount). Le groupe Carrefour a néanmoins entamé un processus de rénovation des enseignes du groupe à partir de janvier 2007. Au bout de 18 mois d'aménagements, 117 magasins sont passés sous enseigne Carrefour soit plus de 200 000 m2 rénovés. Cela permet à Carrefour Argentine de consolider sa prééminence sur le marché de la distribution et de fidéliser les consommateurs à une marque devenue omniprésente. Ce programme fut payant, car on observa une nette progression des ventes dans les magasins rénovés. Le modèle des mini-hypermarchés et la valorisation des produits non alimentaires battent leur plein.

#### Asie

##### Chine

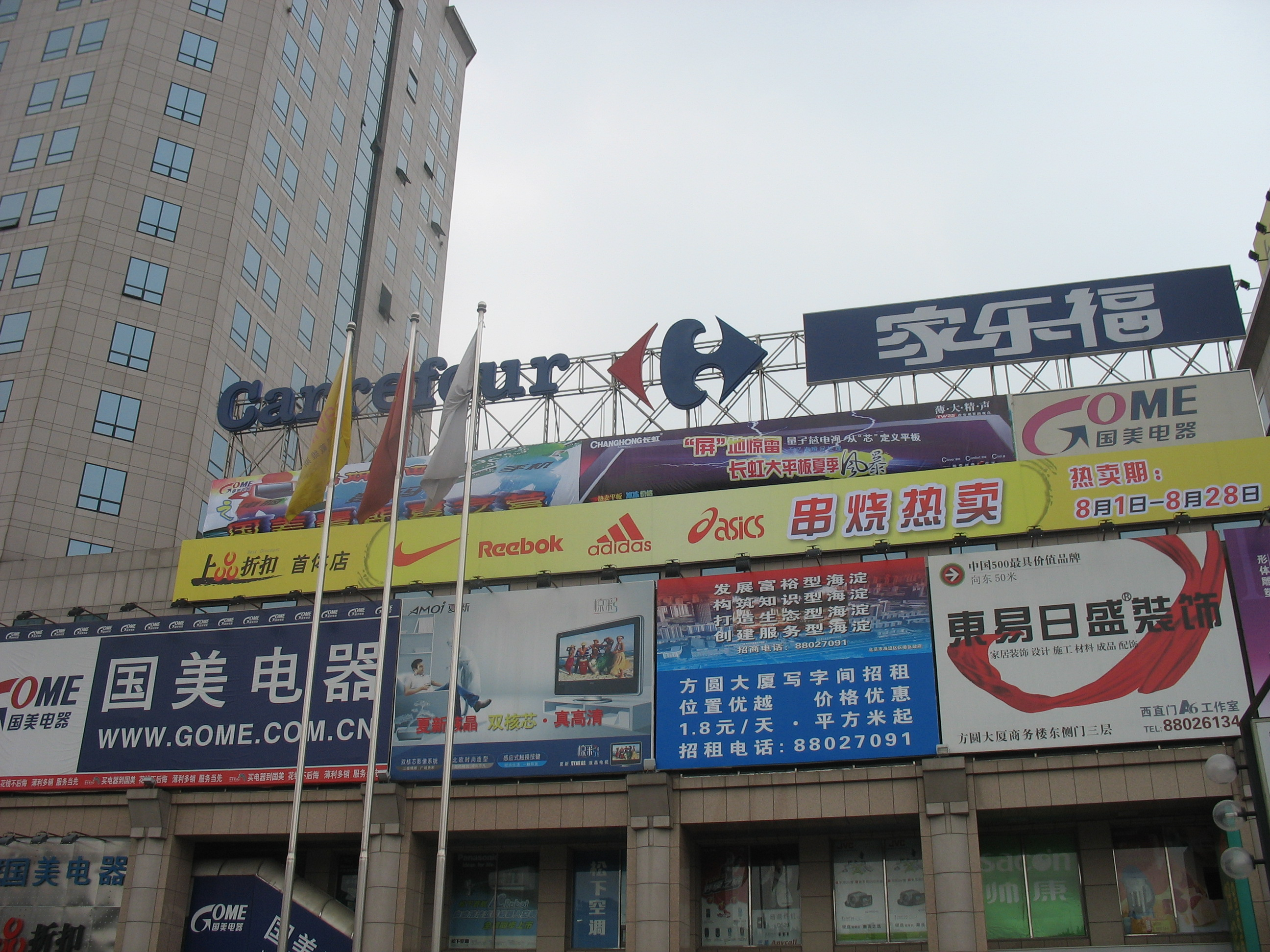
Carrefour en république populaire de Chine.

En 2018, le groupe Carrefour compte en Chine 259 magasins : 220 hypermarchés et 39 magasins de proximité. Le groupe emploie plus de 60 000 personnes en Chine. L'enseigne est alors le 1er distributeur étranger en Chine et le 5e en incluant les groupes de distribution locaux avec 2 milliards d'euros de chiffre d'affaires. Le nom chinois de Carrefour a été transcrit à partir de la prononciation française : 家乐福 (pinyin : jiā lè fú) ce qui signifie « La Maison de la Joie et du Bonheur ».
En juin 2019, Carrefour annonce la vente de 80% des parts de sa filiale Carrefour Chine à l'un des leaders chinois de la distribution, Suning.com, pour 620 millions d'euros,.

##### Taiwan
Le groupe Carrefour s'implante à Taiwan en 1989 et compte en 2019 : 137 magasins - 69 hypermarchés et 68 supermarchés.
Acquisition en 2021, auprès de Dairy Farm, de 224 magasins de proximité à Taïwan (199 Wellcome - surface moyenne de 420 mètres carrés - et 25 Jasons - surface moyenne de 820 mètres carrés) et d'un entrepôt.

### Présence sous forme de partenariat

#### France d'Outre-mer
Le groupe Carrefour est présent sous forme de partenariats aux Antilles, en Guyane (groupe Despointes), en Nouvelle-Calédonie (groupe Buhagiar), en Polynésie (groupe Wane), à La Réunion (groupe GBH) et à Mayotte (groupe Sodifram).

#### Europe
- Turquie : Carrefour s'implante en Turquie[164] en 1993 en s'alliant avec Sabancı, propriétaire de 40 % de la filiale turque du groupe français. Carrefour renforce sa position en mai 2005 en rachetant à Fiba Holdings la majorité des parts de l'enseigne Gima et de 82 % de celles de Endi pour cent millions d'euros.
- En 2016, Carrefour est présent en Slovaquie via un partenariat avec le groupe RVS.

Carrefour a été présent en Bulgarie, Chypre et Grèce via un partenariat avec le groupe Marinopoulos, qui a pris fin le 8 février 2016.

#### Amérique centrale
- République Dominicaine : Le groupe Carrefour est présent depuis 2000 sous la forme d'un partenariat avec le groupe GBH.

#### Asie
- Kazakhstan : en 2016, Carrefour est présent au Kazakhstan via un partenariat avec Majid Al Futtaim Group.
- Indonésie : déjà présent dans ce pays avec 39 magasins, le groupe achète 75 % du groupe Alfa Retailindo pour un montant de 49,3 millions d'euros[166]. Ce rachat permet de conforter sa place de leader avec 29 nouveaux magasins dont 13 à Jakarta. En novembre 2012, Carrefour annonce la cession de ses 60 % dans sa filiale indonésienne pour 525 millions d'euros au profit de son partenaire local CT Corp qui devient son franchisé[167].

#### Afrique
- Tunisie : en 2001[168], Carrefour s'installe pour la première fois en Tunisie avec un immense magasin à proximité de La Marsa, à travers un accord de franchise avec UTIC[169]. Par la suite, Carrefour lance une chaine de magasins, en octobre 2009, sous le nom de sa marque déposée : « Carrefour Market »[170].

- Maroc : le 19 janvier 2009[171], Carrefour inaugure son premier hypermarché, sur 5 500 m2 et 250 employés, à Rabat-Salé à travers un accord de franchise avec Label'Vie[172], lequel permettrait à cette dernière d'ouvrir des hypermarchés portant l'enseigne française au sein du Royaume. Il en existe déjà 4 (Fès, Marrakech, Rabat-Salé-Zemmour-Zaër, Casablanca, Nador)[173]. En 2015, le groupe Carrefour y compte 50 magasins : 5 hypermarchés et 45 supermarchés.

- Algérie : le groupe Carrefour y est présent depuis juin 2015 via un partenariat avec UTIC.

- Côte d'Ivoire : en 2015 [174], Carrefour s'installe dans la capitale économique ivoirienne, Abidjan. Il est le fruit de la collaboration entre Carrefour et CFAO, et une première implantation en Afrique subsaharienne.

- Kenya : le groupe Carrefour y est présent depuis mai 2016 via un partenariat avec CFAO.

- Cameroun : Le groupe Carrefour y est présent depuis décembre 2017 via un partenariat avec CFAO à Douala[175].

- Sénégal : le groupe Carrefour y est présent depuis juillet 2018 via un partenariat avec CFAO.

- Ouganda : janvier 2020[176].

- Madagascar : octobre 2021 (avec Groupe Bernard Hayot)[177].

- Maurice : février 2024 (avec Groupe Bernard Hayot)[178].

#### Moyen-Orient
Le groupe émirien, Majid Al Futtaim Group, est implanté dans les Émirats arabes unis, au Qatar, en Oman, au Koweït, en Jordanie, en Égypte et en Arabie saoudite. MAF est le plus important franchisé Carrefour dans le monde quant au chiffre d'affaires et au territoire. MAF couvre la totalité du Moyen-Orient, l'Iran (magasins exploités sous la marque « Hyperstar », propriété de MAF) et le Pakistan (magasins exploités sous la marque « Hyperstar », propriété de MAF). MAF, dont le siège régional est basé à Dubaï, aux Émirats arabes unis, comptait vingt-cinq hypermarchés en 2007.

## Anciennes implantations
| Pays                 | 1er magasin | Fermeture |
| -------------------- | ----------- | --------- |
| Royaume-Uni          | 1970        | 1988      |
| Russie               | 2009        | 2009      |
| Colombie             | 1998        | 2012      |
| Mexique              | 1994        | 2005      |
| Tchéquie             | 1998        | 2006      |
| Autriche             | 1976        | 1976      |
| Allemagne de l'Ouest | 1977        | 1977      |
| Portugal             | 1990        | 2008      |
| Azerbaïdjan          |             |           |
| Iran                 |             |           |
| Pakistan             |             |           |
| Thaïlande            | 1996        | 2010      |
| Japon                | 2000        | 2005      |
| Corée du Sud         | 1996        | 2006      |
| Malaisie             | 1994        | 2012      |
| Singapour            | 1997        | 2012      |
| Chili                | 1998        | 2003      |
| Hong Kong            | 1996        | 2000      |
| Suisse               | 1972 2000   | 1991 2008 |
| Inde                 | 2010        | 2014      |
| États-Unis           | 1988        | 1994      |

Au fil des années, le groupe Carrefour, parallèlement à son expansion, a cédé certaines activités jugées peu rentables, peu stratégiques ou encore trop éloignées de l'activité principale du groupe.
Il est possible de distinguer trois grandes phases de cessions effectuées par le groupe :
- La première représente des essais non concluants d'ouverture à certains pays, comme l'Allemagne ou les États-Unis.
- Une phase immédiatement postérieure à la fusion avec Continent en 1999, où certains actifs ont dû être cédés pour des raisons de concurrence. C'est le cas de certains hypermarchés français et espagnols ou encore les 42 % de détention dans Cora. Par ailleurs, un nettoyage sélectif dans le portefeuille d'activités a été effectué. Ce qui a amené les dirigeants à se séparer du Chili où Carrefour avait une position trop faible, des hypermarchés de Hong Kong ou encore de Carrefour Optique.
- Enfin, la troisième phase et la plus importante dans l'histoire du groupe est initiée par José-Luis Duran, qui a engagé un désinvestissement dans les activités non rentables ou pour lesquelles la part de marché du groupe est trop faible, le groupe n'est pas dans les trois premières places au palmarès des distributeurs (comme le Japon, la Tchéquie, la Suisse ou le Mexique par exemple). En outre, certaines ventes telles les activités coréennes ont été effectuées par simple opportunité financière.

En 2010, le groupe s'est retiré de Thaïlande. En 2012, le groupe Carrefour s'est retiré de Colombie, de Malaisie et de Singapour. En 2016, le groupe Carrefour a mis fin à son partenariat avec le groupe Marinopoulos et s'est ainsi retiré de Bulgarie, Chypre et Grèce.

## Gouvernance de l'entreprise

Siège du Groupe Carrefour : 33, avenue Émile-Zola - Boulogne-Billancourt.

Le groupe Carrefour est une Société Anonyme à Conseil d'administration. Ce mode de gouvernance a été voté le 28 juillet 2008, par l'assemblée générale mixte des actionnaires du groupe Carrefour (le régime de conseil d'administration remplace alors celui de conseil de surveillance et directoire).
Par ailleurs, les fonctions de Président et Directeur général y sont réunifiées depuis le 21 juin 2011. Amaury de Sèze avait cédé son mandat à son directeur général Lars Olofsson, ce qui avait valu au groupe des reproches du régulateur pour ne pas avoir justifié auprès des actionnaires les raisons de ce choix de gouvernance.

### Conseil d'administration
En 2018, le conseil d'administration est composé de :
- Alexandre Bompard, Président-Directeur général
- Philippe Houzé, administrateur référent
- Bernard Arnault
- Nicolas Bazire
- Jean-Laurent Bonnafé
- Thierry Breton
- Flavia Buarque de Almeida
- Stéphane Courbit
- Abilio Diniz
- Aurore Domont
- Charles Edelstenne
- Thierry Faraut, administrateur représentant les salariés
- Stéphane Israël
- Mathilde Lemoine
- Patricia Moulin Lemoine
- Amélie Oudéa-Castera
- Martine Saint-Cricq
- Marie-Laure Sauty de Chalon
- Lan Yan

Le conseil d'administration a composé cinq comités spécialisés : le comité des comptes, le comité des rémunérations, le comité des nominations, le comité RSE et le comité stratégique.

### Comité exécutif
Peu après sa prise de fonction, Alexandre Bompard crée un comité exécutif groupe. En octobre 2019, celui-ci est composé de :
- Alexandre Bompard

Cinq responsables de zones géographiques :
- Alexandre de Palmas : Directeur Exécutif Espagne
- Rami Baitieh : Directeur Exécutif France
- Guillaume de Colonges : Directeur Exécutif Europe du Nord et de l'Est (Belgique, Pologne et Roumanie)
- Gérard Lavinay : Directeur Exécutif Italie
- Noël Prioux : Directeur Exécutif Amérique Latine (Brésil et Argentine)

Quatre responsables de pôles fonctionnels :
- Marie Cheval : Directrice Executive, Services financiers (également Directrice Exécutive des Hypermarchés France)
- Alexandre de Palmas : PDG de Carmilla (également Directeur Exécutif Espagne)
- François Melchior De Polignac : PDG Carrefour Belgium
- Amélie Oudéa-Castéra : Directrice Exécutive Clients, Services, Transformation Digitale et Innovation

Cinq responsables des fonctions support :
- Dominique Benneteau-Wood : Directrice Exécutive Communication pour le Groupe et la France
- Matthieu Malige : Directeur Exécutif Finances et Gestion
- Jérôme Nanty : Directeur Exécutif Ressources Humaines pour le Groupe et la France
- Laurent Vallée : Secrétaire Général
- Morgane Weill : Directeur Exécutif Stratégie & Transformation pour le Groupe et la France

### Anciens présidents du directoire puis du conseil d'administration
| Présidents du directoire              |                   |                     |
| Drapeau de la France                  | Denis Defforey    | 1985 - 1990         |
| Drapeau de la France                  | Michel Bon        | 1990 - 1992         |
| Drapeau de la France                  | Daniel Bernard    | 1992 - 2005         |
| Drapeau de l'Espagne                  | José Luis Duran   | 2005 - 2008         |
| Président du conseil d'administration |                   |                     |
| Drapeau de la France                  | Amaury de Sèze    | 2008 - 2011         |
| Présidents-directeurs généraux        |                   |                     |
| Drapeau de la Suède                   | Lars Olofsson     | 2011 - 2012         |
| Drapeau de la France                  | Georges Plassat   | 2012 - 2017         |
| Drapeau de la France                  | Alexandre Bompard | 2017 - « En cours » |

### Sièges sociaux
Le siège social de l'enseigne Carrefour France est situé 93 avenue de Paris à Massy, depuis juillet 2014. Ce complexe de 86 000 m2 bénéficie du label BBC-Effinergie et lui aussi de la certification HQE. Le 93 avenue de Paris à Massy est également siège social du groupe Carrefour depuis janvier 2019.

## Culture et responsabilité d'entreprise

### Emploi, mixité et conditions de travail
En 2016, 58 % des employés du groupe Carrefour sont des femmes. À la suite d'un ensemble d’actions de recrutement, de formation et d’aménagement du temps de travail, la proportion de femmes managers atteint 39,2 % la même année (contre moins de 30 % en 2011).
Il a été reproché au groupe une surveillance trop active et parfois proche de l'espionnage de ses employés, voire de s'en servir comme motif de licenciement.
L'enseigne Carrefour en France a été longtemps reconnue comme assurant à ses collaborateurs une meilleure rémunération que ne le faisait ses concurrents et parfois même meilleure qu'ailleurs au sein du groupe (Champion, ex-Euromarché, établissements Sogara). Afin de préserver la paix sociale, Carrefour a privilégié historiquement le syndicat Force ouvrière à la CFDT et à la CGT. Néanmoins, les magasins Carrefour connaissent des conflits sociaux (grèves) comme la journée nationale d'action dans la grande distribution du 1er février 2008 à l'appel de plusieurs syndicats. L'hypermarché Carrefour Grand Littoral est même devenu un symbole de ces revendications essentiellement salariales. Le magasin est resté bloqué 11 jours en 2008.
En octobre 2008, le groupe Carrefour a été condamné à une amende de 1,287 million d'euros pour avoir pendant plusieurs années payé en dessous du SMIC 400 employés de deux hypermarchés. En novembre 2010, il a été condamné par les prud'hommes de Grenoble à payer près de 400 000 euros d'arriérés de salaires à plus d'une centaine de salariés d'un hypermarché Carrefour en Isère pour la même raison. En octobre 2014, Carrefour est condamné à indemniser une centaine d'employés d'un hypermarché de Gironde, pour un montant total de 2 millions d'euros, en raison d'inégalités salariales.
En 2019, Carrefour est assigné en justice par la Confédération générale du travail (CGT) qui lui reproche d'avoir touché des centaines de millions d'euros de crédit d'impôt pour la compétitivité et l'emploi (CICE) tout en supprimant près de 2 000 emplois en France entre 2013 et 2017. La plainte de la CGT est finalement déboutée : « Dans son jugement, le tribunal reconnaît que l'État a fait un cadeau fiscal aux entreprises, mais que des insuffisances dans la loi ne lui donnent pas les moyens de sanctionner les dérives », indique un responsable syndical.
Le 19 avril 2023, Carrefour a annoncé l'octroi de jours de congés spéciaux pour ses salariées : 12 jours de congés par an pour ses salariées souffrant d'endométriose, trois jours de congés à la suite d'une fausse couche et un jour de congés pour ses salariées ayant recours à la procréation médicalement assistée (PMA),,.

### Problématique du gaspillage alimentaire
Pour lutter contre le gaspillage alimentaire, le groupe Carrefour est partenaire depuis 2013 du collectif Les Gueules Cassées afin de promouvoir les produits avec un aspect irrégulier mais toujours consommables. En janvier 2016, ils lancent conjointement la marque « Tous Antigaspi » et proposent des produits moins chers, dont un centime par produit vendu est reversé à des associations et banques alimentaires.
En 2019, le groupe devient partenaire de l’application Too Good To Go afin de mettre à disposition des paniers de produits dont la date de péremption est proche, à prix réduit. Le groupe Carrefour propose également depuis 2020 son « panier Zéro Gaspi » dans les rayons fruits et légumes de ses hypermarchés. Cette barquette est composée de 2 kg de produits non commercialisés.
Les œufs issus de boîtes contenant un œuf cassé sont disponibles en vrac, au lieu d’être jetés, depuis fin 2021 dans certains hypermarchés.

### Politique environnementale et biodiversité
Le groupe Carrefour a annoncé vouloir réduire ses émissions de CO2 de 40 % entre 2010 et 2025.
De 2004 à 2015, Le Groupe Carrefour a diminué sa consommation d'énergie par mètre carré des magasins de 31 %. Les leviers utilisés incluent la mise en place de meubles froids fermés, l'installation d'éclairage de basse consommation, la transformation en biométhane de déchets organiques issus des magasins et des technologies permettant de créer du froid par du CO2.
En France, après une phase de test, le groupe Carrefour a annoncé en mars 2015 qu'il allait mettre en circulation 200 camions roulant au biométhane dans les agglomérations de Bordeaux, Lille, Lyon, Marseille et Paris.
En Chine, Carrefour a mis en place une flotte de navettes électriques pour son magasin de Shanghai (Caoying Store). L'entreprise a par ailleurs arrêté la commercialisation de 7 espèces de poissons d'eau profonde et 50 références sont certifiées Marine Stewardship Council.
En Italie, Carrefour Gourmet fonctionne à 100 % avec de l'éclairage à leds, ce qui réduit la consommation d'énergie d'environ 70%.
En Roumanie, 15 stations de recyclage sont installées sur les parkings des magasins. Les consommateurs qui y déposent des déchets reçoivent des bons de réduction.
Au niveau international, le groupe Carrefour a équipé une quarantaine de magasins de centrales CO2 transcritique pour leurs rayons frais et surgelés.
En France, Carrefour propose depuis 2016 des produits de la mer certifiés MSC - Marine Stewardship Council (pêche durable) et ASC - Aquaculture Stewardship Council (aquaculture responsable),.
En 2016, le groupe Carrefour a atteint son objectif de 100 % d'huile de palme issue de la filière RSPO (Roundtable of Sustainable Palm Oil - huile de palme durable).
En décembre 2016, le groupe Carrefour figure à la neuvième place du classement « Carbon rankings » publié par le bureau d'étude ET Index Research, qui évalue les émissions de CO2 des entreprises cotées aux États-Unis, au Canada et dans l'Union européenne.
En 2020, Carrefour annonce l'acquisition de la start-up Potager city, spécialisée dans les circuits courts. Cette jeune pousse propose la livraison de paniers de fruits et légumes en point relais et en entreprise, tout en travaillant avec plus de 700 producteurs locaux. Toujours cette année, Carrefour va s'impliquer davantage dans la protection de l'environnement. Dans le but de réduire l'utilisation des plastiques, Carrefour a décidé de mettre fin à la vente des sacs en plastique au niveau de ses caisses.
En 2021, le groupe Carrefour annonce réaliser une phase de test sur son site marchand de la mention Eco-Score, évaluant l’impact environnemental de ses produits.

#### Le marché interdit
En septembre 2017, Carrefour « se lance dans la vente de légumes issus de semences paysannes « interdites » pour défendre la biodiversité », en signant un partenariat de 5 ans avec Bio Breizh et Kaol Kozh, deux groupements de producteurs bretons de légumes qui utilisent des semences paysannes, et propose dans une quarantaine de magasins franciliens et bretons une dizaine de légumes issue de graines produites par les maraîchers eux-mêmes pour « élargir notre offre car nos clients sont demandeurs de produits sains et bio ».
Cette action fait évoluer la loi : en avril 2018, le Parlement européen autorise la libre commercialisation de semences paysannes à partir de janvier 2021.

### Mécénat
Le groupe Carrefour a créé en 2000 une fondation d'entreprise qui agit dans deux domaines principaux : l'alimentation solidaire (qui inclut notamment les dons et collectes de produits de grande consommation) et l'aide d'urgence (acheminement de marchandises sur les terrains d'intervention humanitaire et lieux de catastrophes). La fondation d'entreprise Carrefour est dotée d'un budget de 8,42 millions d'euros et a financé 94 projets en 2016.

#### Sponsoring Jeux olympiques 2024
Carrefour est le seul acteur de la grande distribution parmi les partenaires des Jeux Olympiques de Paris 2024, et il fait partie des sept "partenaires premium". Ce partenariat exclusif, acquis pour une somme entre 70 et 120 millions d’euros, permet à Carrefour de développer et de vendre des produits sous licence avec les marques Paris 2024, les équipes de France et la mascotte,. Carrefour a fourni à Sodexo la matière première pour les repas des athlètes. Carrefour a également ouvert des magasins temporaires dans les sites olympiques pour offrir des produits de consommation courante et des souvenirs.

### Bien-être animal
En janvier 2019, Carrefour lance un audit dans l'ensemble de ses abattoirs et demande la mise en place de caméras de surveillance.
En 2020, Carrefour s’engage à indiquer sur l’étiquette de 19 références de découpe de poulet commercialisées sous ses marques le score bien-être animal développé par l’AEBEA.

## Indicateurs clés

### Nombre de magasins
Au 31 décembre 2019, le groupe Carrefour est présent dans 30 pays à travers 12 225 magasins et 1696 Drives. Le nombre de magasins sous enseigne (c'est-à-dire détenu en direct par le groupe plus les magasins détenus par des franchisés et les partenariats) est le suivant :
- Hypermarchés :
  - 1 207 magasins[119], principalement sous les enseignes Carrefour et Atacadao
- Supermarchés :
  - 3 412 magasins[119], principalement sous l'enseigne Carrefour Market
- Magasins de proximité :
  - 7 193 magasins[119] (Carrefour City, Carrefour Express, Carrefour Contact, Carrefour Montagne, Carrefour Bio, Proxi)

- Cash and carry :
  - 413 magasins[119] (Promocash, Atacadao et Maxi)

- Commerce en ligne : Depuis 2018, Carrefour est doté d'un site marchand unique par pays[223].

### Données financières
Le chiffre d'affaires 2020 s'élève à 78,6 Md€ de chiffre d'affaires HT. Il est réparti comme suit : 48 % en France, 30 % dans le reste de l'Europe, 19 % en Amérique latine et 2,7 % en Asie.
| Années                             | 2005   | 2006   | 2007   | 2008   | 2009   | 2010   | 2011   | 2012   | 2013   | 2014   | 2015   | 2016   | 2017   | 2018   | 2019   | 2020   |
| ---------------------------------- | ------ | ------ | ------ | ------ | ------ | ------ | ------ | ------ | ------ | ------ | ------ | ------ | ------ | ------ | ------ | ------ |
| Chiffre d'affaires HT              | 74 497 | 77 901 | 82 148 | 86 967 | 85 359 | 89 325 | 81 271 | 76 127 | 74 299 | 74 707 | 76 945 | 76 645 | 78 897 | 76 199 | 80 672 | 78 600 |
| Résultat d'exploitation            | 3 175  | 3 274  | 3 291  | 2 776  | 1 705  | 1 836  | −481   | 1 434  | 2 382  |        |        |        |        |        |        |        |
| Résultat net ajusté part du groupe | 1 582  | 2 269  | 2 299  | 1 539  | 437    | 568    | −2 176 | 1 316  | 1 364  | 1 367  | 1 123  | 1 031  | 773    | 802    | 1 314  | 641    |
| Capitaux propres                   | 9 386  | 10 503 | 11 770 |        | 11 115 | 10 563 | 7 627  | 8 361  | 8 598  | 10 228 | 10 672 | 12008  | 12159  | 11286  | 11 675 |        |
| Endettement net                    | 6 790  | 6 309  | 7 357  |        |        |        |        |        |        | 4 954  | 4 546  | 4531   | 3743   | 3785   | 2 615  |        |

Chiffres d'affaires publiés (hors taxe, en milliards d'euros) :
Le saut de chiffre d'affaires est évident en 1991, 1999, 2000 et 2001, quatre années liées à une politique de croissance externe :
- 1991 : impact des rachats de Montlaur et Euromarché.
- 1999 : impact en année pleine du rachat de Comptoirs Modernes.
- 2000 : impact de la fusion avec Continent.
- 2001 : impact du rachat en 2000 des activités belges et italiennes.

## Actionnariat
Carrefour est coté à la bourse de Paris depuis 1970 (code ISIN = FR0000120172) et entre dans la composition de l'indice CAC 40.
Le 7 mars 2007, Colony Capital et Groupe Arnault, réunis dans la structure Blue Capital, annoncent avoir acquis 9,1 % du capital de la société, auquel s'ajoute 0,7 % acquis de concert par Axon Capital. Ils se sont engagés à ne pas dépasser la barre des 20 % du capital d'ici au 30 juin 2008, sauf cession des parts de la famille Halley.
En avril 2014, la famille Moulin entre dans le capital à hauteur de 6,1 % via son holding Motier.
Au 31 décembre 2016, les principaux actionnaires au capital de la société composé de 756,2 millions de titres était les suivants : Blue Partners 5,11 % ; Cervinia Europe 5,03 % ; Groupe Arnault 0,35 % ; Bunt 3,36 % ; Galfa 11,56 % ; Stanhore Trading International 7,67 % ; Energy Jet 0,19 % ; Salariés 0,98 % ; Auto-détention 1,25 % ; Public 64,51 %.
Depuis le 23 janvier 2017, Blue Partners ne détient plus d'action du groupe Carrefour. Le Groupe Arnault détient directement et indirectement (au travers des sociétés Bunt et Cervinia Europe) 8,77 % du capital.
Carrefour distribue 350 millions d'euros de dividendes chaque année aux actionnaires. Le PDG, Alexandre Bompard, a vu sa rémunération augmenter de 27 % entre 2017 et 2018, passant à 7,3 millions d'euros. Carrefour est ainsi devenu l'une des entreprises les plus inégalitaires du CAC 40 selon le magazine en ligne Basta !, son PDG gagnant presque autant en un jour qu'un salarié moyen en un an.
En septembre 2021, la famille Arnault a vendu ses parts dans le groupe.

### Principaux actionnaires
Au 23 mars 2021 :
| Motier SAS (famille Moulin)                           | 9,74% |
| Peninsula Participações (famille Diniz)               | 7,37% |
| Agache SE (famille Arnault) sortie du capital en 2021 | 5,53% |
| Invesco Asset Management                              | 2,02% |
| The Vanguard Group Inc.                               | 1,78% |
| Norges Bank Investment Management                     | 1,24% |
| Carrefour                                             | 1,16% |
| Schroder Investment Management                        | 1,08% |
| Actionnariat salarié                                  | 0,91% |
| Amundi Asset Management (Investment Management)       | 0,88% |

## Activité de lobbying

### En France
Le Groupe Carrefour est inscrit comme représentant d'intérêts auprès de l'Assemblée nationale. Il déclare à ce titre en 2013 que les coûts annuels liés aux activités directes de représentation d'intérêts auprès du Parlement sont compris entre 150 000 et 200 000 euros.
Pour l'année 2017, Carrefour, Carrefour France et Carrefour Management déclarent à la Haute Autorité pour la transparence de la vie publique exercer des activités de lobbying en France pour des montants qui n'excèdent respectivement pas 50 000, 75 000 et 200 000 euros.

### Auprès des institutions de l'Union européenne
Le Groupe Carrefour est inscrit depuis 2013 au registre de transparence des représentants d'intérêts auprès de la Commission européenne. Il déclare en 2015 pour cette activité des dépenses d'un montant inférieur à 10 000 euros. Le Groupe Carrefour est membre du réseau Eurocommerce, inscrit depuis 2009 au registre de transparence des représentants d'intérêts auprès de la Commission européenne, et qui indique pour l'exercice 2014 des dépenses d'un montant compris entre 400 000 et 500 000 euros.

## Justice
En novembre 2020, le groupe a été condamné par la CNIL à une amende de 2 250 000 euros pour Carrefour France et 800 000 euros pour Carrefour Banques pour non-respect de la réglementation sur les données personnelles. Le groupe a notamment été sanctionné pour manquement d'informations aux utilisateurs sur le traitement des données personnelles collectées.
La CNIL a souligné la « parfaite coopération » de Carrefour au cours de la procédure et note que la société a régularisé ces manquements. La CNIL précise qu'aucune donnée sensible n'était concernée et que le groupe n'en a retiré aucun avantage financier, les données conservées au-delà du délai requis n'étant pas utilisées à des fins de prospection. L'autorité justifie toutefois cette sanction par « le nombre et la gravité des manquements à certaines obligations essentielles » du RGPD.
En mars 2021, le groupe Carrefour est condamné à payer une amende d'1,75 million d'euros par le tribunal de commerce de Paris pour « pratiques restrictives de concurrence », à la suite d'une enquête de la Direction générale de la Concurrence, de la Consommation et de la Répression des fraudes (DGCCRF) démarrée en 2016. Carrefour affirme avoir « immédiatement cessé cette pratique dès février 2016 ».
En mai 2021, l'ACPR a infligé un blâme et une sanction de 1,5 million d'euros à Carrefour Banque pour 12 griefs visant ses contrôles anti-blanchiment.

## Critiques et controverses

### Contribution à la déforestation de l'Amazonie
Selon l'ONG Mighty Earth, Carrefour ne respecte pas ses engagements en matière de lutte contre la déforestation dans la forêt amazonienne. Dans un rapport publié à l'occasion de la Journée mondiale de l'Amazonie en 2022, Mighty Earth reproche au groupe de distribution de s'approvisionner auprès de « négociants en viande et en soja aux pratiques dévastatrices ». L'organisation pointe du doigt les activités du groupe au Brésil où, avec ses 1 000 points de vente, Carrefour contrôle 25% du marché de la distribution alimentaire. L'ONG a constaté que deux tiers des 102 produits carnés inspectés dans les magasins Carrefour au Brésil sont fournis par JBS, qui est « régulièrement visé par des affaires de déforestation », selon Mighty Earth. À la suite de la publication du rapport, Carrefour a suspendu les approvisionnements en viande bovine de deux abattoirs de JBS en Amazonie.

### Accusation de complicité avec Israël
Un appel au boycott a été lancé contre Carrefour depuis décembre 2022 et les opérations menées en réaction dans la Bande de Gaza par Israël. Boycott, désinvestissement et sanctions est l'organisation à l'origine de ce mouvement de boycott. L'organisation accuse Carrefour de complicité des bombardements de civils à Gaza. L'organisation pointe entre autres l'envoi gratuit par Carrefour de produits aux soldats israéliens.

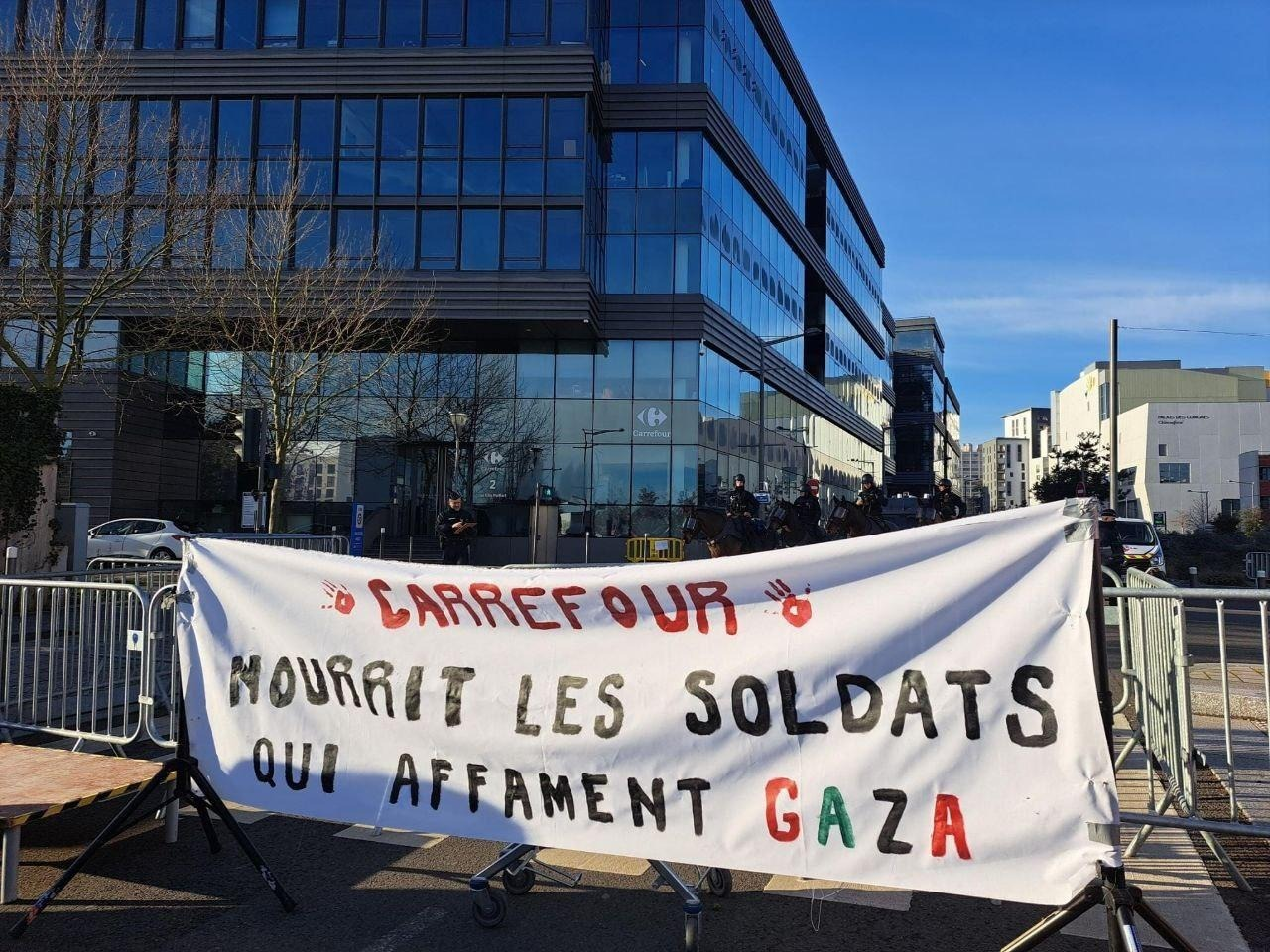
27 janvier 2024 au siège Carrefour à Massy (France).

BDS souligne aussi l'implication du groupe Carrefour dans les Colonies israéliennes, des territoires occupés illégalement par des Israéliens. BDS mets en avant le fait que Carrefour a pu s'implanter en Israël par le biais du groupe israélien Electra Consumer Products. Ce groupe a été considéré, par l'ONU, comme étant impliqué dans la colonisation israélienne. Des manifestants se rassemblent devant plusieurs magasins Carrefour pendant la guerre à Gaza en 2024,.
Face au boycott, fin 2024, Carrefour prend la décision de retirer les produits des marques Carrefour des colonies de Cisjordanie et quitte la Jordanie à la suite de la décision de son franchisé Majid al-Futtaim de changer ses magasins d'enseigne. Des pressions sont également exercées par les manifestants pour la fermeture des magasins Carrefour au Maroc,,,.

### Travail forcé en Arabie saoudite
La franchise saoudienne de Carrefour, Majid Al Futtaim, est accusée par Amnesty International de « travail forcé ». Pendant plusieurs mois entre décembre 2023 et juillet 2024, Amnesty International enquête sur les activités du groupe Carrefour en Arabie saoudite. Un véritable système est mis à jour qui commence dès le processus d'embauche avec la perception de frais de recrutement et la confiscation du passeport aux travailleurs migrants une fois sur place. Les journées de travail peuvent durer seize heures sans pour autant donner lieu à paiement d'heures supplémentaires. Le refus de faire des heures supplémentaires donne lieu à des pressions comme des menaces de licenciement. Les migrants sont hébergés par les intermédiaires, prestataires de main d’œuvre pour Majid Al Futtaim dans des locaux insalubres.
Le groupe Carrefour et le franchisé Majid Al Futtaim ont indiqué prendre l'affaire au sérieux et enquêter afin de prendre les mesures nécessaires.

### Location-gérance
Le 11 mars 2024 la CFDT de Carrefour assigne le groupe pour pratique abusive de la location-gérance et de la franchise. Selon la CFDT, depuis 2017 ce sont 134 hypermarchés sur un total de 243 qui sont gérés de cette manière, avec une accélération de cette pratique depuis l'arrivée d'Alexandre Bompard en 2017. Toujours selon la CFDT, le dégraissage est de 10 à 15 % des effectifs sur un total de 23 000 salariés cédés depuis 2018. Les salariés perdent également tous les bénéfices du groupe Carrefour et le principe même d'une représentation syndicale. La CFDT accuse le groupe Carrefour d'utiliser ce modèle de gestion comme outil de restructuration sociale sans en payer le coût : en cédant en location-gérance, Carrefour externalise la main d’œuvre associée aux hypermarchés cédés. Notamment, les salariés perdent les avantages sociaux qui avaient été négociés avec Carrefour, et qui s'élèvent selon la CFDT en moyenne à 2 000 euros par an,. En juin 2024 le Ministère de l'économie demande au tribunal une amende de 200 millions d'euros envers le groupe Carrefour. Le ministère de l'économie considère en effet que Carrefour utilise des pratiques qui sont « caractéristiques de pratiques restrictives de concurrence » et « consistent très concrètement à asphyxier les franchisés en usant d'une position de force ». Le ministère de l'économie considère que ces pratiques sont « contraires à l'ordre public économique » et justifient une amende. En janvier 2025, la CFDT intente une action en justice supplémentaire, assignant Carrefour en référé après que la société a annoncé qu'en 2025 elle prévoit de passer en franchise ou location-gérance 39 autres magasins, alors que la CFDT comptabilise déjà un total de 344 magasins (95 hypers et 249 supermarchés) ayant été cédés depuis que Alexandre Bompard dirige Carrefour,.